# Mobilier alsacien

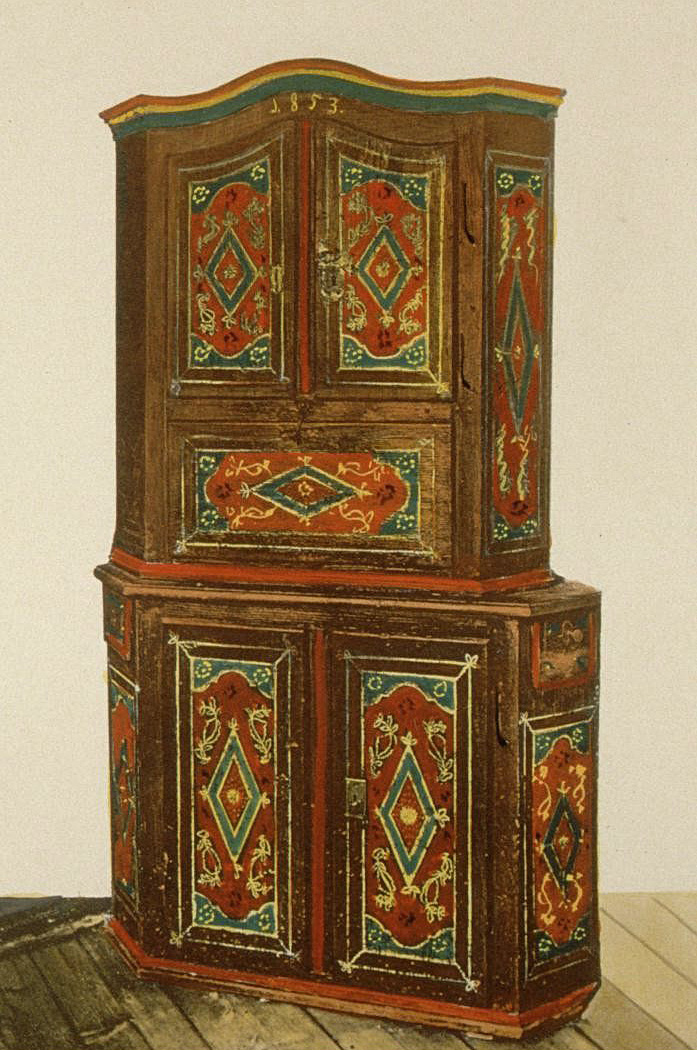
Buffet de coin polychrome d'Obermodern (1813).

Les caractéristiques du mobilier alsacien sont celles de l'histoire de l'Alsace, région de tradition germanique, bousculée puis influencée par les modes françaises, tout en restant très attachée à de fortes particularités locales. Peu abondant au Moyen Âge, le mobilier va dès le XVe siècle se multiplier et se diversifier au sein d'une classe sociale aisée, habitant les villes où circulent les modes et les techniques nouvelles. Faute de sources, les intérieurs paysans sont en revanche très mal connus, avant le XVIIIe siècle. Le mobilier va néanmoins finir par s'y développer en même temps que l'accès à l'aisance matérielle des villageois. Les meubles urbains étant les plus anciennement connus, ils sont devenus, avec parfois des décennies, voire des siècles de retard, des modèles relayés par les villes moyennes et repris de façon plus ou moins fidèle par le mobilier de la campagne. Après la Révolution française, le mobilier alsacien perd ses spécificités. Durant l'annexion allemande (1871-1918), il jouera néanmoins un rôle important dans la « renaissance culturelle alsacienne ».

## Les sources

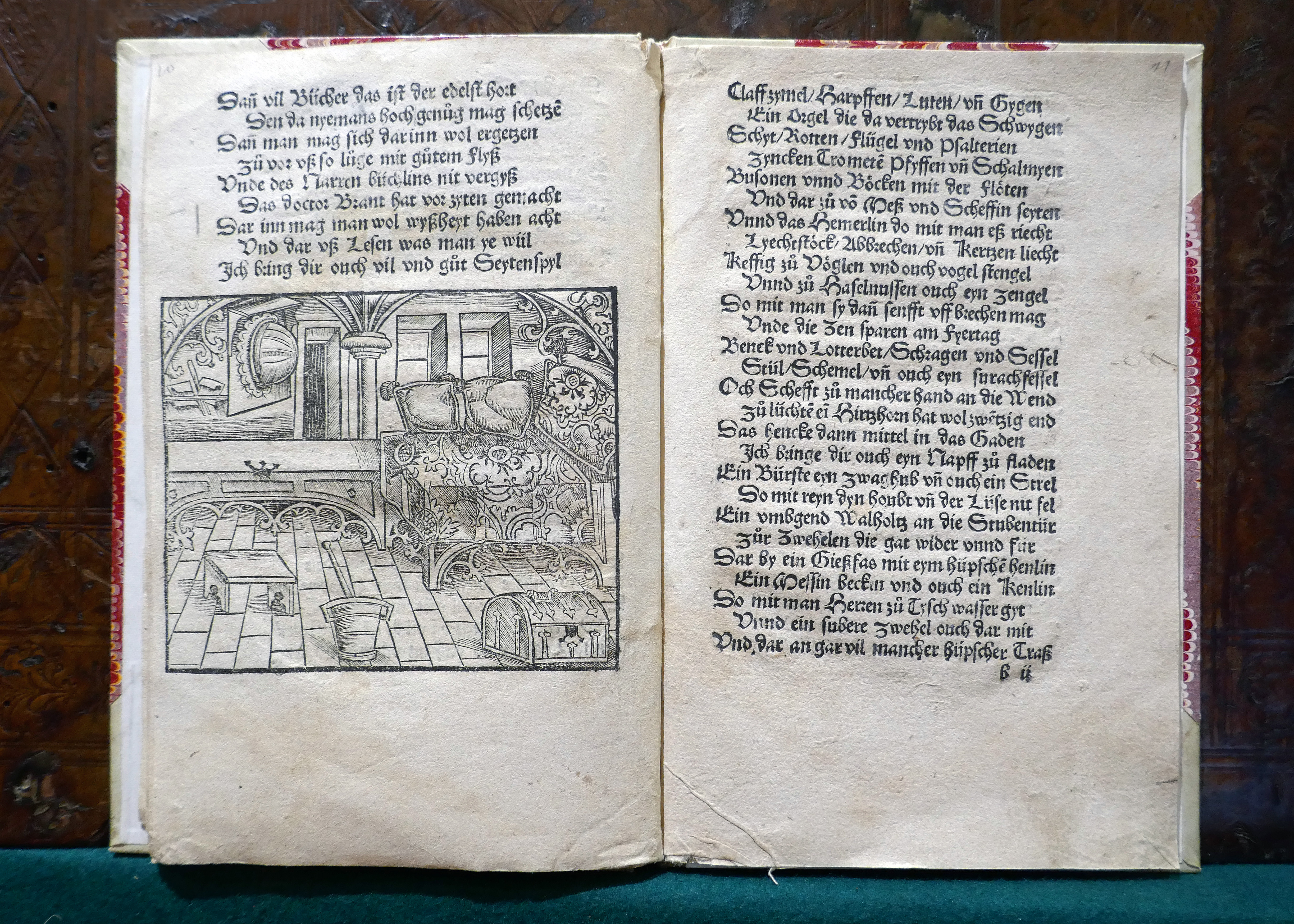
Hussrath didactisches Gedicht (1511).

Les gravures d’illustration sont, à la fin du XVe siècle, les sources d'information les plus riches de notre connaissance en matière d’ameublement des habitations. Les plus intéressantes sont celles qui illustrent le Hussrath, un ouvrage paru en 1511 à Strasbourg et qui est généralement référencé sous le nom de Matthias Hupfuff, même si les publications les plus récentes l'attribuent à Jean Grüninger, un imprimeur strasbourgeois contemporain. Neuf gravures sur bois y illustrent un texte décrivant en allemand rimé les éléments nécessaires à l'aménagement d'un intérieur. Elles parcourent différentes pièces garnies de meubles variés, constituant quasiment un catalogue des différents types de meubles existant à l'époque.
En outre, de nombreux tableaux appartenant aux collections de différents musées du Rhin supérieur montrent, eux aussi, des pièces de mobilier mises en situation. Les inventaires après décès ou après mutation sont eux aussi des sources bien utiles, en particulier lorsqu'elles sont utilisées statistiquement, ce qui a été fait pour le mobilier rural.
Il va de soi que les meubles encore conservés, visibles dans plusieurs musées d'Alsace (voir liste ci-dessous), offrent des témoignages essentiels de l'évolution du savoir-faire des artisans qui participent à leur confection – et des influences culturelles successives qui ont fait la spécificité du mobilier alsacien .

## Fabricants et fabrication

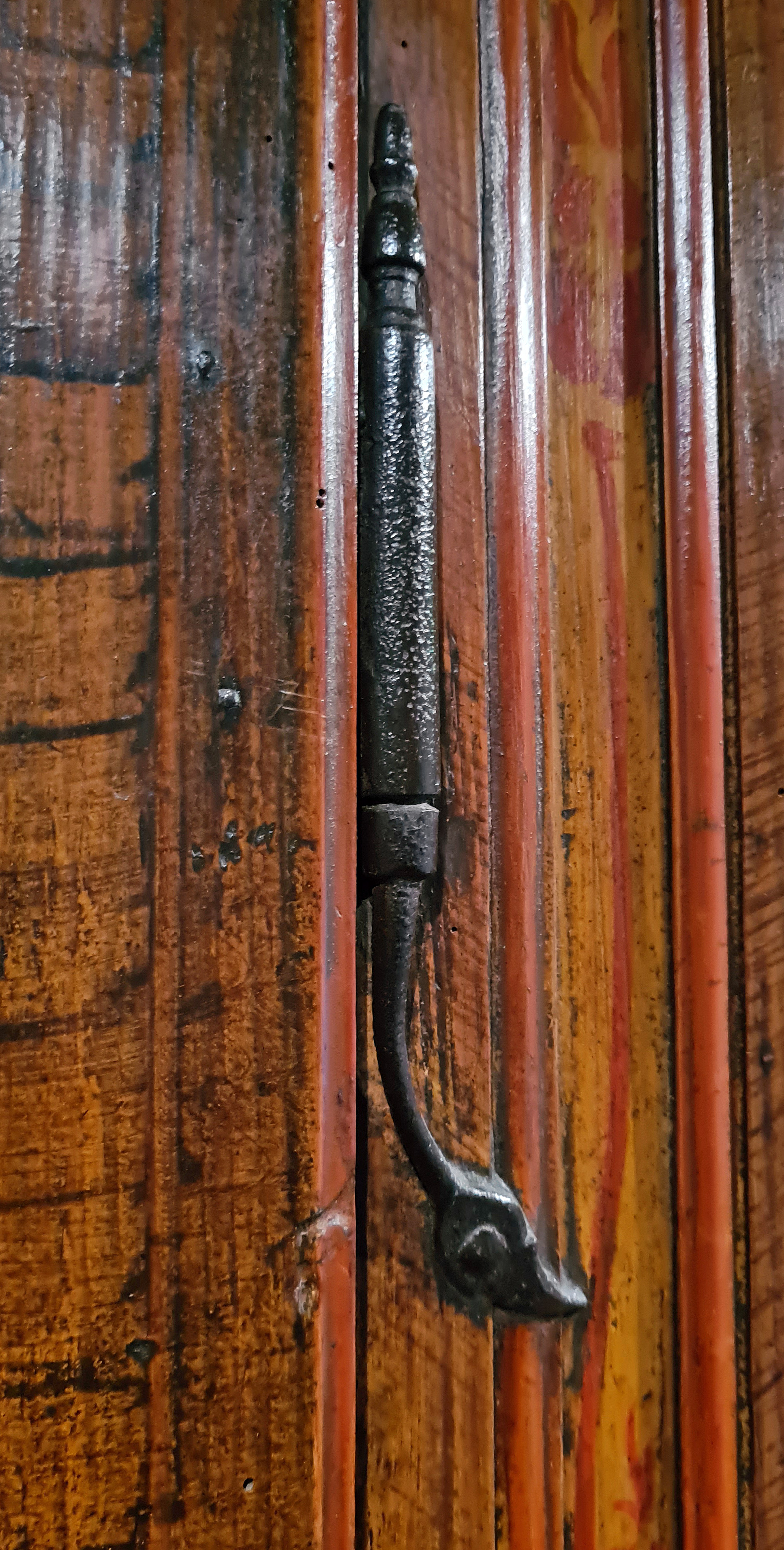
Gond dit « en queue de cochon ».

Réalisés au Moyen Âge par les huchiers (Kistner), les meubles sont ensuite fabriqués par les menuisiers. À Strasbourg, ceux-ci sont regroupés au sein de la Tribu des charpentiers (corporation) avec les charrons, les tourneurs sur bois, les vanniers et aussi les fabricants d’orgue.
Plusieurs métiers sont associés pour la réalisation d'un meuble : les tourneurs sur bois, qui confectionnent les pieds, les balustres et les colonnes, les serruriers, qui s’occupent de tout ce qui est métallique : serrures, charnières et gonds, ainsi que les sculpteurs qui réalisent tous les éléments décoratifs en relief. En 1706 se rajoutent à cette liste les tapissiers, qui assurent le capitonnage des fauteuils et des têtes et pieds de lit.

### Le bois
Le bois employé pour la fabrication des meubles alsaciens est essentiellement du résineux, principalement du sapin, originaire des forêts vosgiennes. Il est facile à travailler et sa principale qualité est d'être d'un coût très modique. Ce bois qui constitue le bâti des meubles est caché de façon diverse selon les époques et les milieux. Dans les villes, il est doublé par un placage qui joue avec les essences de bois, à la campagne il est recouvert de teinture imitant ces bois nobles et de peinture polychrome. Le sapin va progressivement être détrôné par des essences plus résistantes, à l'aspect plus attrayant, n'ayant donc pas besoin d'être cachées. Ce sont essentiellement le noyer — très apprécié en Alsace — et le chêne ou encore le merisier.

### Le montage

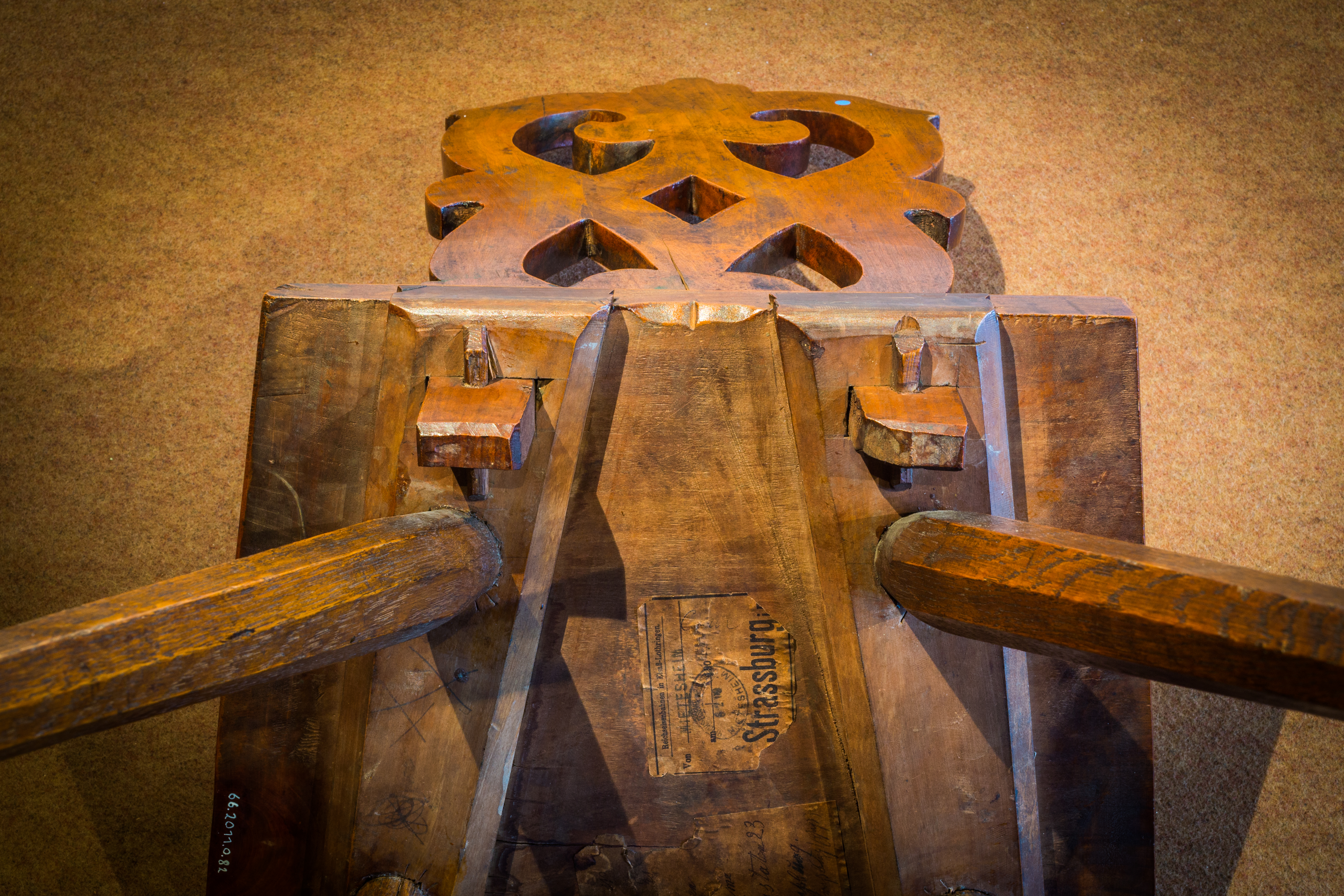
Assemblage de chaise.

Au Moyen Âge, les planches des coffres sont munies de tenons qui s'insèrent dans les mortaises préalablement pratiquées dans l’épaisseur des pieds. À la fin du XVe siècle, les menuisiers utilisent ce qui va devenir la norme, les assemblages dits « à queue d'aronde », qui permettent de raccorder les planches à angle droit et de former ainsi une caisse qui ne se déformera pas. Pour raccorder les angles des moulures sont plus tard inventées les coupes obliques d'onglet.

### Le décor

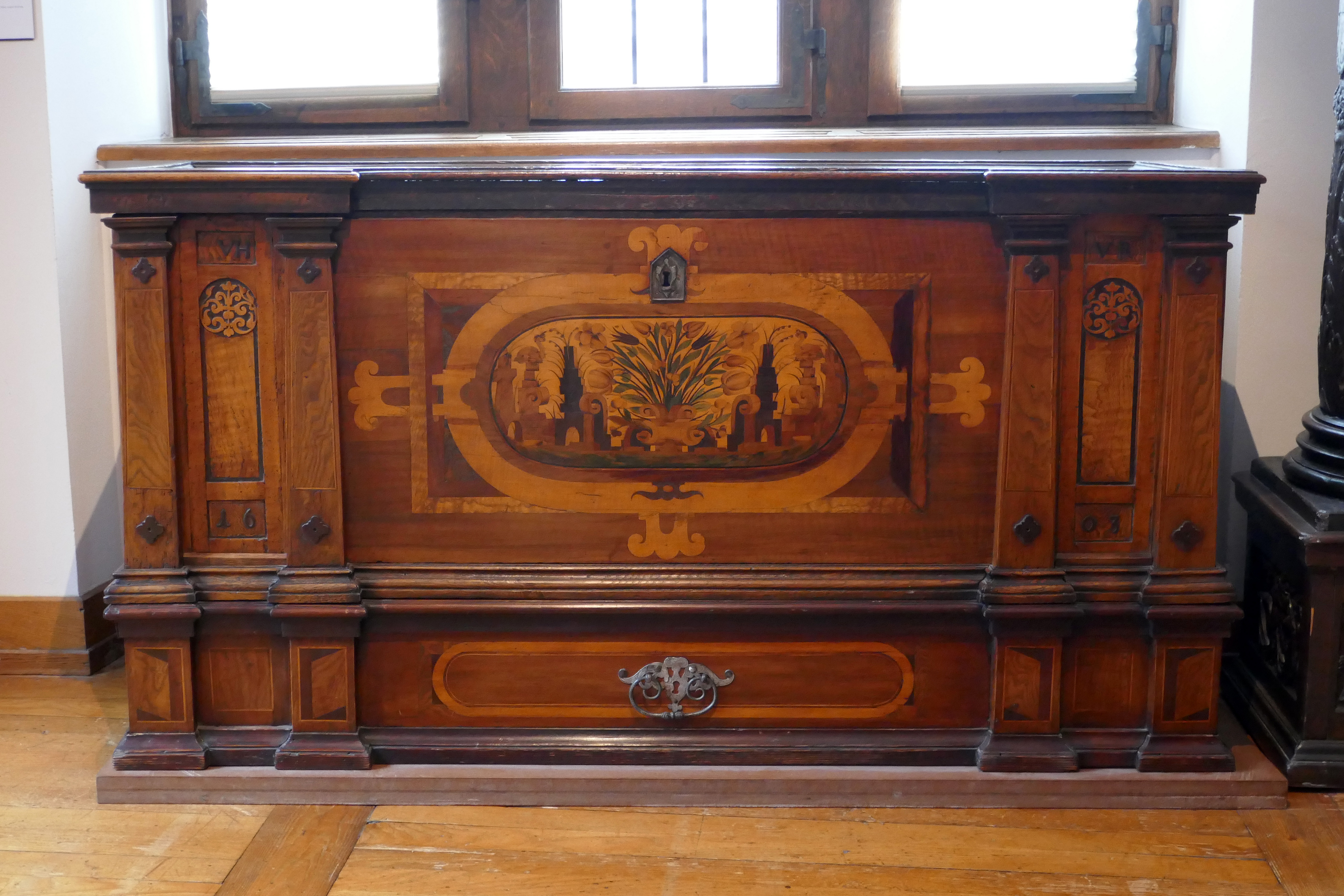
Coffre à décor de marqueterie, Strasbourg, 1603.

Au XVIe siècle est introduit d'Italie un procédé nouveau, la marqueterie. Il consiste à recouvrir entièrement les parties à décorer par des éléments de placage. De fines feuilles de bois de différentes espèces sont sélectionnées, découpées, puis assemblées en fonction du motif souhaité avant d'être fixées sur le bâti en sapin avec de la colle d’os chaude. Le procédé est devenu bientôt si attrayant que la marqueterie a fini par recouvrir l’essentiel de la surface visible des meubles. Outre les éléments sculptés, généralement rapportés, de même que les colonnes tournées ou les pilastres, la marqueterie est devenue la principale technique décorative de la Renaissance alsacienne.

## L’évolution du mobilier urbain
En Alsace, l’évolution du mobilier est particulièrement complexe, car elle est chronologique, géographique, mais surtout historique et sociale. La grande majorité des meubles connus a été réalisée en milieu urbain, à Colmar, Mulhouse et surtout Strasbourg. Il ne faudrait cependant pas négliger le rôle des villes moyennes (Sélestat, Obernai, Wissembourg et plusieurs autres), car elles ont souvent abrité des corporations actives et créatives et ont par ailleurs constitué un relais pour la diffusion des modèles urbains en milieu rural. S’ajoutent à cette complexité des différences géographiques entre haute et basse Alsace et d'autres d'ordre confessionnelles. Les influences allemandes et suisses (Bâle surtout) ont indubitablement marqué nombre de créations, ce sont cependant surtout les changements dus au rattachement de l’Alsace à la France qui ont conféré son originalité au mobilier alsacien.

### DuXIVeauXVIesiècle
En 1544, le règlement des menuisiers strasbourgeois édicte que les compagnons doivent produire trois pièces différentes pour accéder à la maîtrise : un châssis de fenêtre, une table pliante et un coffre à queues d'aronde. Le décor de ces chefs-d'œuvre de maîtrise peut se référer au style gothique (teutscher Art) ou au style Renaissance (welscher Art).
Dans les intérieurs des bourgeois alsaciens, plusieurs types de meubles sont alors présents :

#### Coffres
Au XIVe siècle, les coffres, assez élevés, sont composés sur quatre côtés d’épaisses planches de résineux assemblées à tenons et mortaises. Les pieds, la caisse éloignée du sol et le couvercle rabattable sont bardés de pentures en fer parfois si nombreuses qu’elles font de certains de ces meubles de vrais coffres-forts, ce qui était au demeurant leur fonction. Plus tard, les caisses de ces contenants sont assemblées avec des queues d’aronde et reposent plus près du sol sur des pieds séparés du bâti.

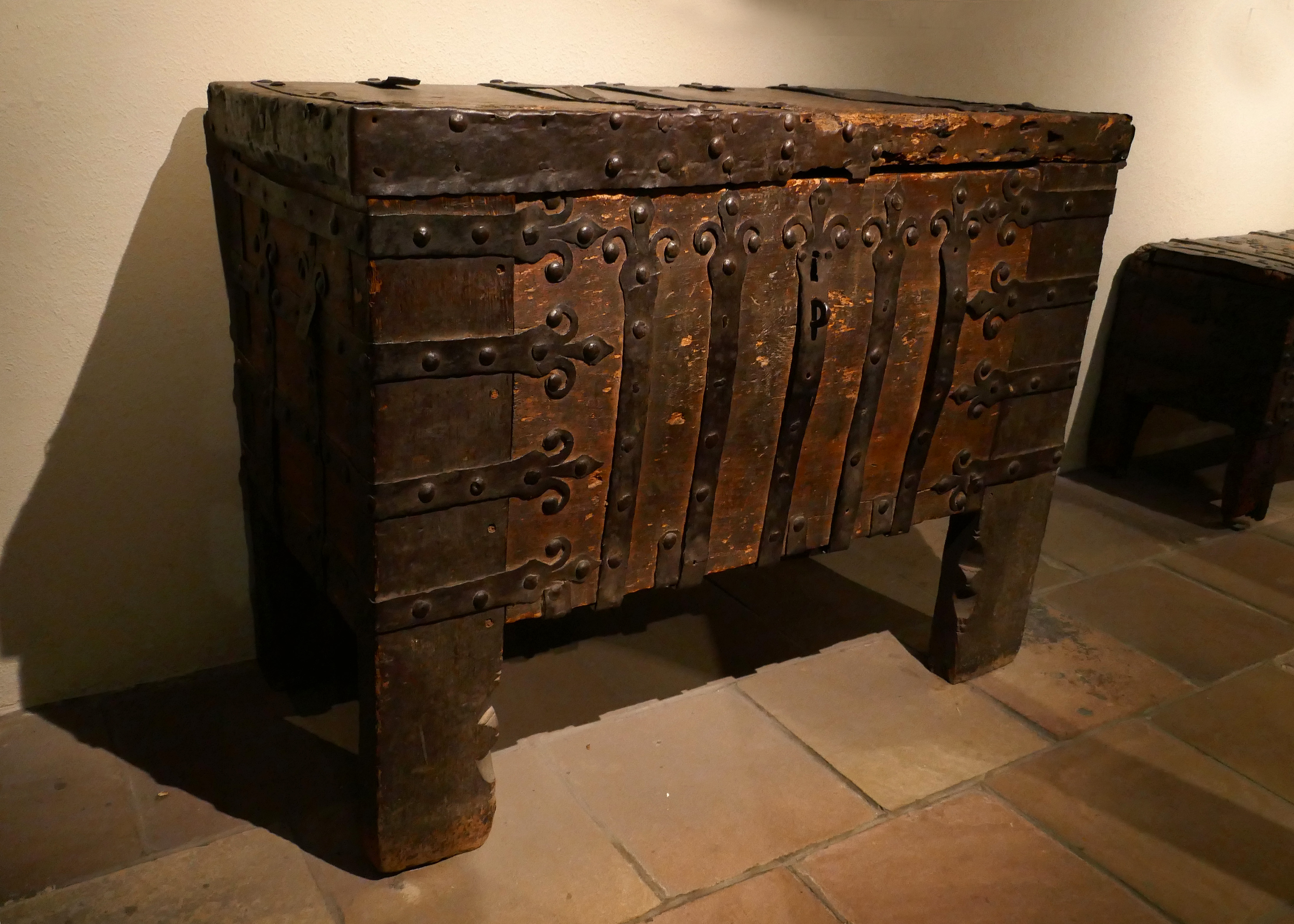
Coffre à pentures de fer forgé, Strasbourg, XIVe siècle[11].
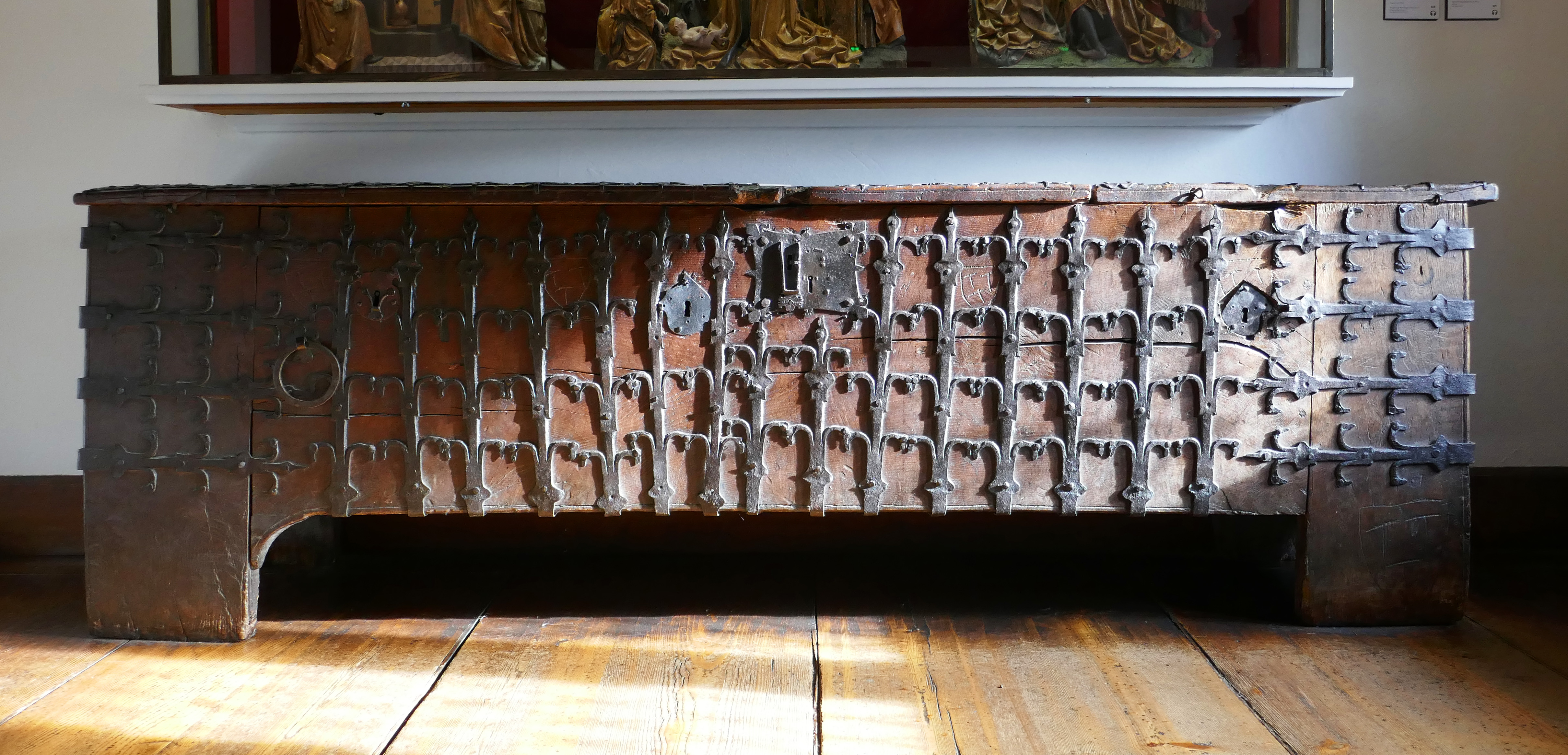
Coffre à pentures de fer forgé, Kaysersberg, XIVe siècle[11].
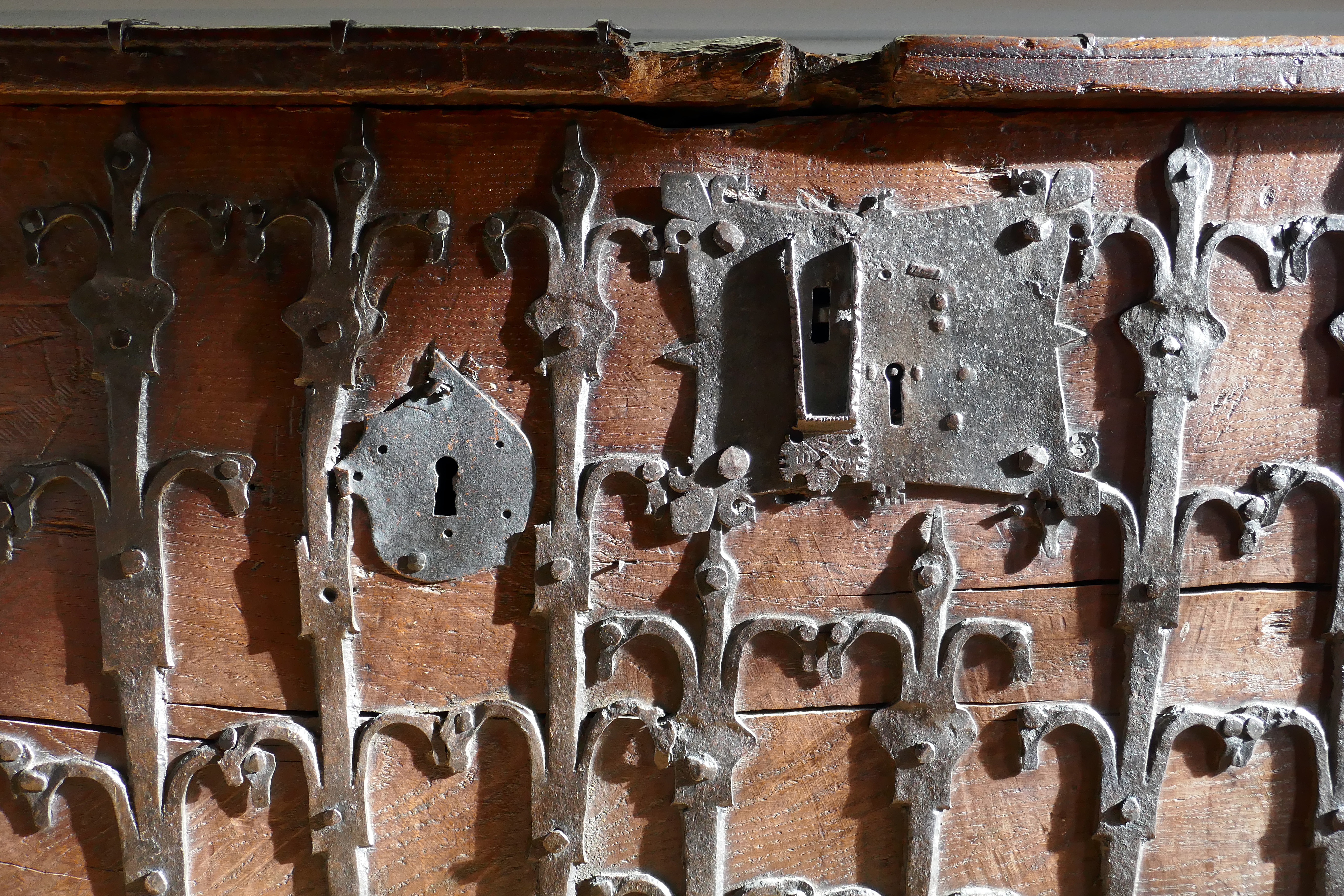
Coffre à pentures de fer forgé, Kaysersberg, XIVe siècle (détail)[11].

Les coffres les plus anciens sont souvent associés à un lit, comme on peut le voir dans certaines œuvres peintes, qui les montrent disposés en travers du pied de la couche ; d’autres encore peuvent servir de marchepied pour monter dans le lit. Dès le XVIe siècle est attestée dans le coffre la présence d’une « layette », petit compartiment intérieur rajouté latéralement en hauteur, qui contient parfois des documents précieux. Cet aménagement permet aussi de bloquer le couvercle du coffre en position relevée, ce qui laisse les mains libres à la personne — la plupart du temps une femme — qui se penche au fond du meuble où s'empile le linge de maison constituant le trousseau et représentant l'essentiel du contenu des coffres. Il s'agit du linge de lit, draps et taies, mais aussi du linge de table, nappes recouvrant les « tables à manger ». Ce sont parfois aussi des vêtements qui sont entreposés dans ces meubles, dont l'utilisation peut néanmoins être variée. Vers 1675, le coffre disparaît des inventaires du mobilier bourgeois au profit de l'armoire, meuble de prestige qui triomphera au siècle suivant. Il va en revanche prendre une grande place dans les intérieurs paysans.

#### Armoires et fontaines

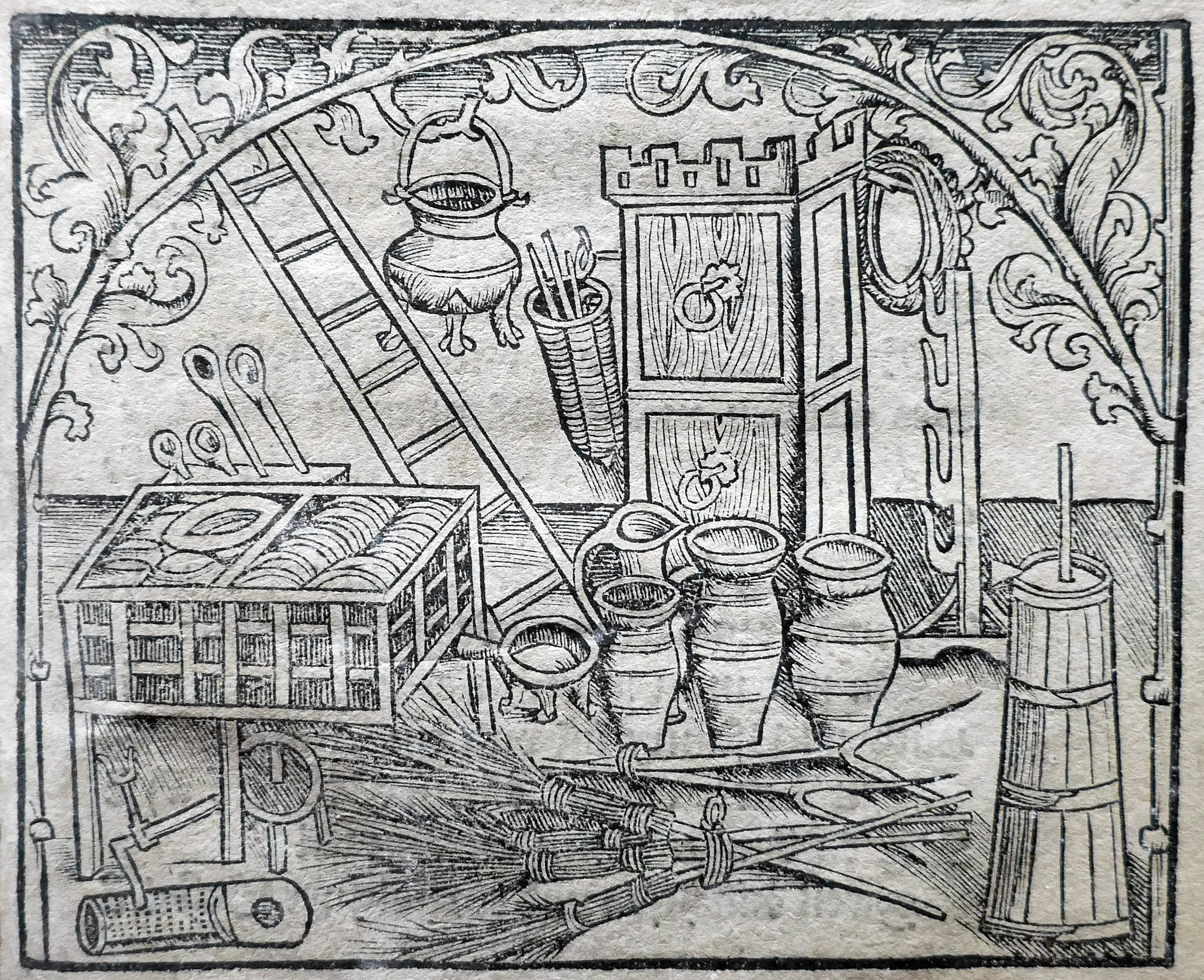
Petite armoire à corniche crénelée (Hussrath).

Au XVIe siècle, les armoires sont généralement étroites (Cästlin ou Kensterlin) et munies de deux petites portes superposées. Des armoires plus massives, à quatre portes, sont encore conservées et les deux types figurent parmi les meubles du château du Haut-Koenigsbourg. Elles sont surmontées d'un couronnement crénelé orné de motifs en méplat, de même que le socle. La fontaine est une installation murale qui peut parfois être placée dans sorte de placard sans porte au fond duquel est fixé un contenant en étain muni d'un robinet. Plus bas est encastré un bassin, lui aussi en étain, qui recueille l'eau sortant du réservoir lorsque quelqu'un se lave les mains. De nombreuses représentations montrent qu'un essuie-mains se trouvait quasiment toujours suspendu sur une barre fixée à côté de la fontaine.

#### Lits et berceaux
Bien que la caisse du lit (Bettlad) soutenue par des pieds droits et munie de chevets de hauteur variée soit la structure de base, la diversité des types est de mise. Les plus élaborés sont les lits dont la partie supérieure du chevet est recourbée au-dessus de l'occupant et les lits à ciel, qui sont parfois garnis d’un lambrequin ou de rideaux, et dont les planches du ciel protègent toute la longueur du lit des chutes de poussière venues du plafond, ainsi que du froid.

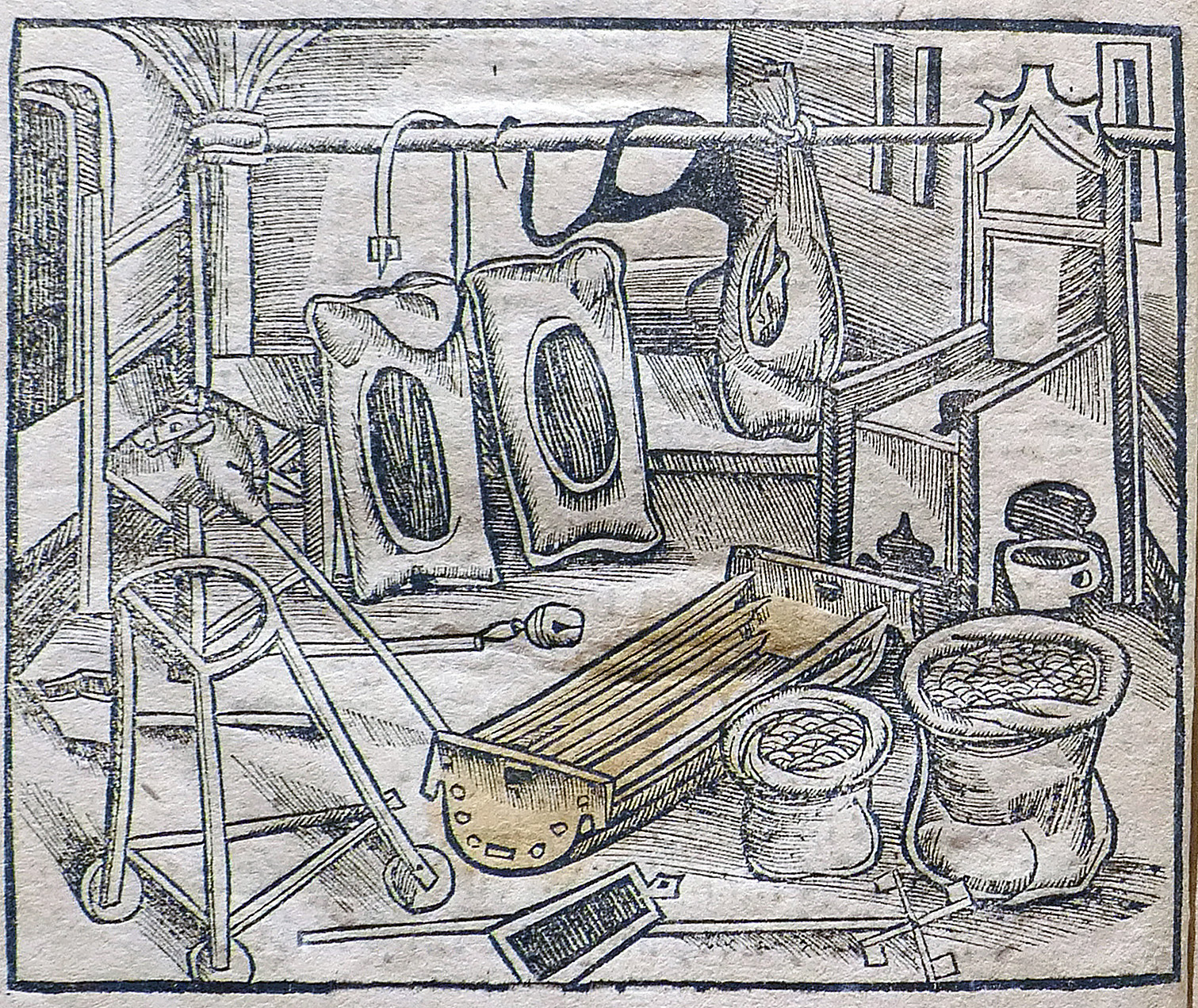
Berceau et chaise percée (Hussrath).

Les inventaires citent plusieurs types de lits : Spannbett (lit à sangles), Lotterbett (lit de camp ?), brabändisches Bett, Federbett, Wollbett, Bettlin, qu’il est bien difficile de décrire avec précision aujourd'hui. Il est à noter que les éléments de la garniture du lit (Bettstückenzeug) sont toujours mentionnés dans ces inventaires. La liste débute par le Strohsack, la paillasse, se poursuit par les divers oreillers et traversins avec leur taies en kelsch ou en lin blanc, par les draps (weisse Linlachen) et se clôt avec la couverture ou couvre-lit, faite de tissus de qualité, parfois même de fourrure. Gravures et peintures montrent des oreillers larges et épais et quasiment toujours redressés, car les dormeurs évitaient d’adopter la position couchée qui évoque celle de la mort.
Comme le montre une gravure du Hussrath, les berceaux sont dépourvus de patins et sont constitués de lattes espacées fixées dans les deux extrémités à base arrondie. Ce dispositif permet de maintenir l'enfant dans le creux de son lit, de le bercer puisque le fond est arrondi et aussi d'aérer la literie grâce aux lattes ajourées. Ce type de berceau était aussi utilisé pour le transport du nouveau-né à l'église pour son baptême, usage qui a perduré dans le monde rural.

#### Tables

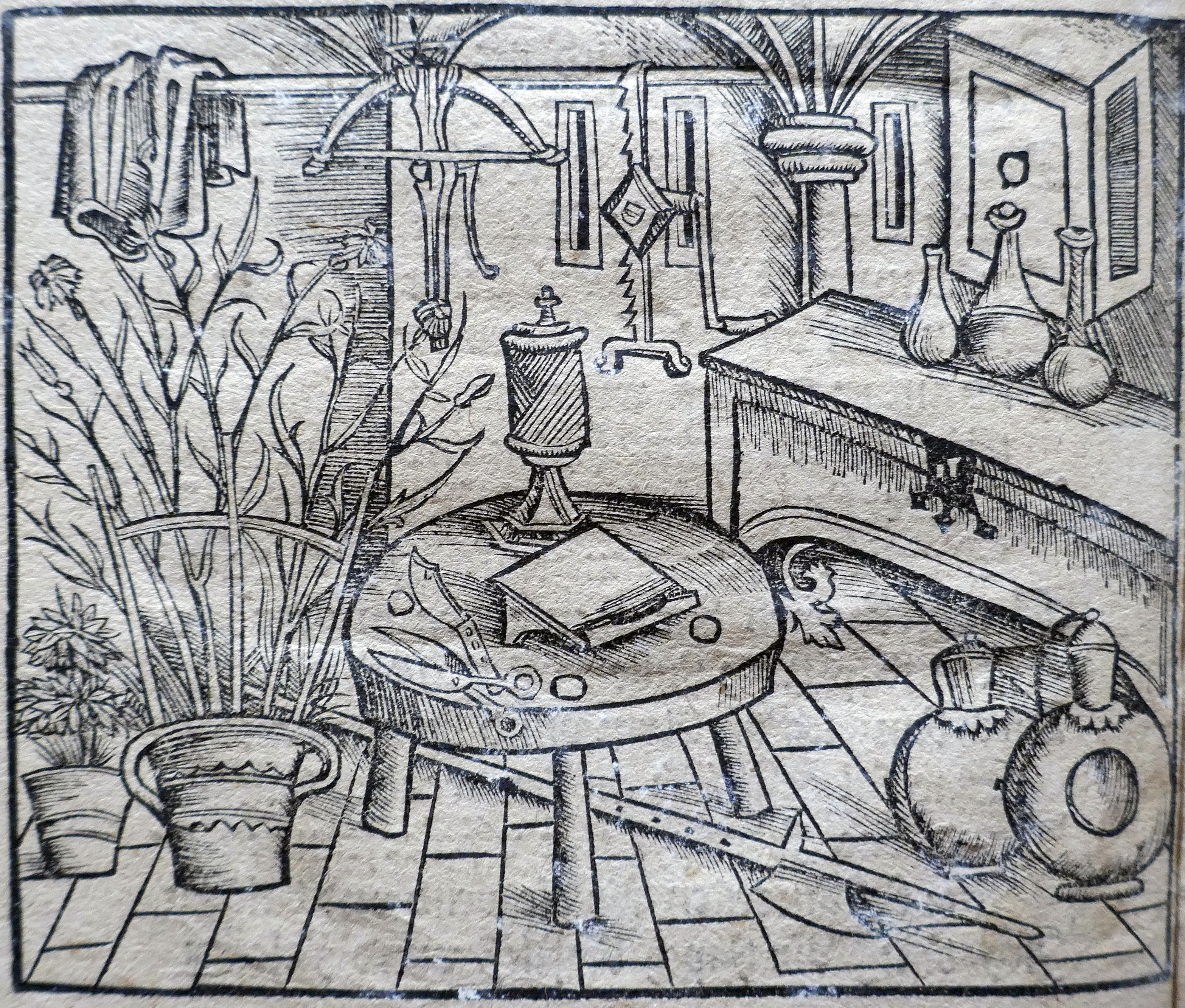
Table ronde à pieds divergents et coffre (Hussrath).

Au Moyen Âge, les tables ne sont souvent que des planches disposées sur des tréteaux ou des pieds pliants. Au début du XVIe siècle, les gravures représentent des tables reposant à chaque extrémité sur des pieds-patins transversaux. Ils sont reliés par une barre longitudinale insérée en tenon dans les pieds et dépassant des extrémités. Elle y est bloquée par une clavette, ce qui permet un démontage aisé du meuble. Les tables à plateau double, dépliables grâce à des pièces de fer, sont très appréciées, mais plus rares, à cause de leur prix, car elles sont généralement en noyer et nécessitent deux fois plus de bois qu'une table à plateau simple. Un troisième type, plus rare, présente un piétement en X, lui aussi très facile à démonter, dont le type remonte à l’époque médiévale et persistera longtemps en milieu rural. Chez les plus modestes, la table est un morceau de bois découpé en cercle et reposant sur trois pieds divergents.

#### Sièges
Très courants dans tous les milieux, les bancs sont le type de siège le plus utilisé. Ils sont composés d'une assise simple, souvent accolée au mur et munie de pieds transversaux qui peuvent être décorés aux extrémités.
Il n’est toutefois pas rare de trouver des bancs munis d'une barre faisant office de dossier.

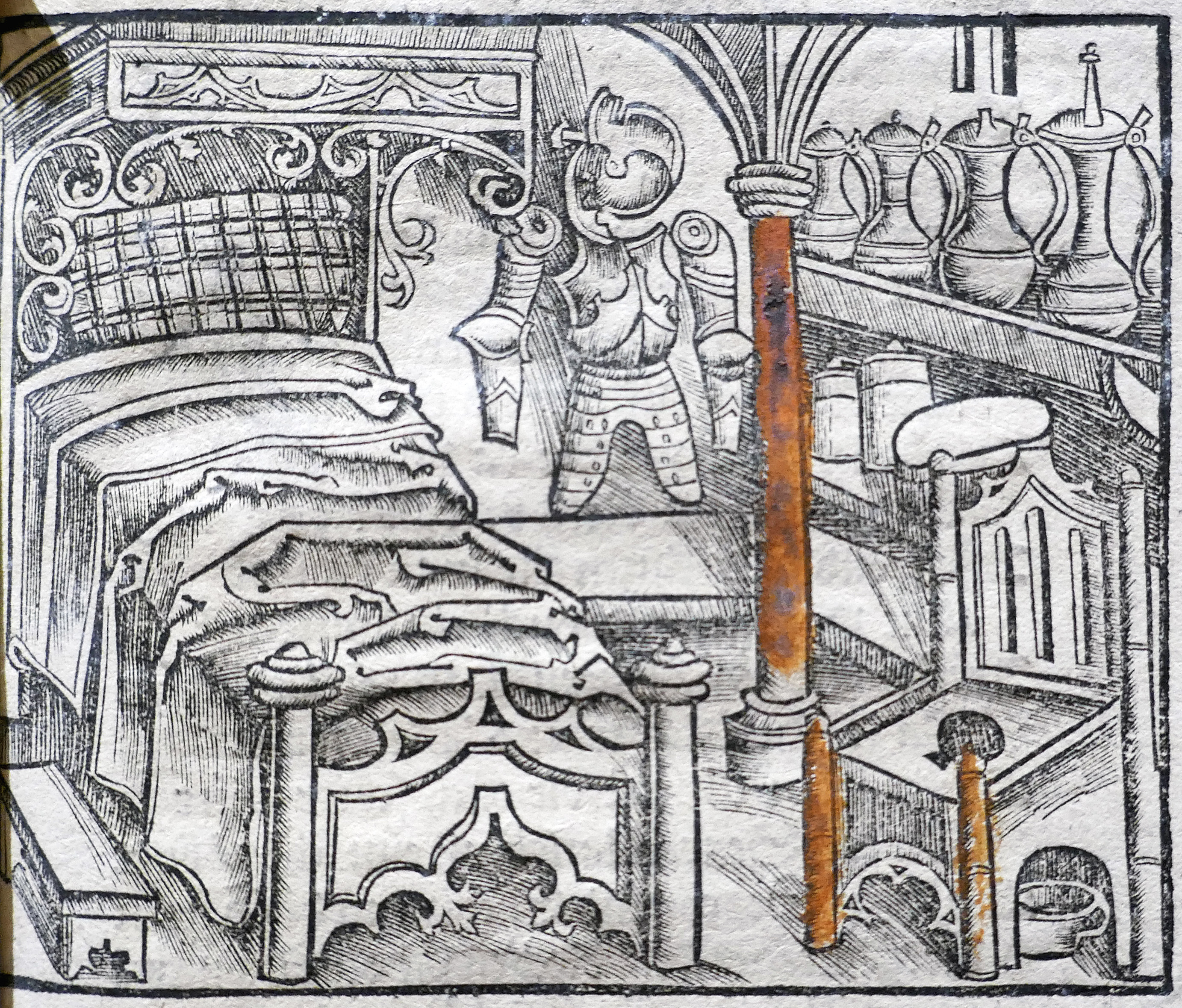
Lit à baldaquin (Hussrath).

Dans les milieux modestes ou bien dans les parties des maisons destinées au service comme la cuisine, un tabouret tripode, de fabrication tout aussi simple que celle de la table du même modèle fait office de siège. Les chaises, quant à elles, sont de plusieurs types : chaises à lamelles pliante, chaise curule, escabelles à assise soutenue par des pieds divergents et munies d’un dossier très étroit pourvu d’une ouverture servant à la préhension. Ce dernier modèle de siège deviendra la fameuse chaise dite « alsacienne », pourtant présente dans toute l'Europe centrale. Les fauteuils sont plus rares, et la plupart du temps munis d'une assise paillée, tandis que les chaises percées semblent assez confortables, avec dossier et accoudoirs, et associées à un pot de chambre posé sous le trou pratiqué au centre de l'assise.

### Un nouvel élan
Au milieu du XVIe siècle, les corporations de menuisiers édictent des règles normatives, obligeant les artisans à se conformer à des principes de construction de plus en plus exigeants.
En 1544, le règlement des menuisiers de Strasbourg précise que les compagnons doivent produire trois pièces différentes pour accéder à la maîtrise : un châssis de fenêtre, une table pliante et un coffre à queues d’aronde. Le décor de ces chefs d’œuvre de maîtrise peut cependant se référer au style gothique (teutscher Art) ou au style Renaissance (welscher Art).
Les changements se font principalement dans le domaine de la théorie concernant les principes de construction, mais aussi dans le domaine de la créativité ornementale.
Imprimé à Strasbourg en 1543, puis rapidement diffusé, l’ouvrage de Vitruve sur l’architecture antique est un autre élément qui va avoir une influence considérable : le meuble, coffre ou armoire, devient un édifice et sa façade doit suivre les règles de l’architecture, être divisée en étages avec de fausses fenêtres en façade et respecter la succession des ordres antiques pour les chapiteaux des colonnes.
À la fin du XVIe siècle, certains artisans, dont Veit Eck, menuisier de la Ville, dessinent des modèles de meubles. Pour sa part, Wendel Dietterlin propose un recueil de dessins d’un maniérisme extravagant, intitulé Architectura, qui devient une inépuisable source d’inspiration pour les architectes, menuisiers et autres artisans de la ville.

### AuXVIIesiècle

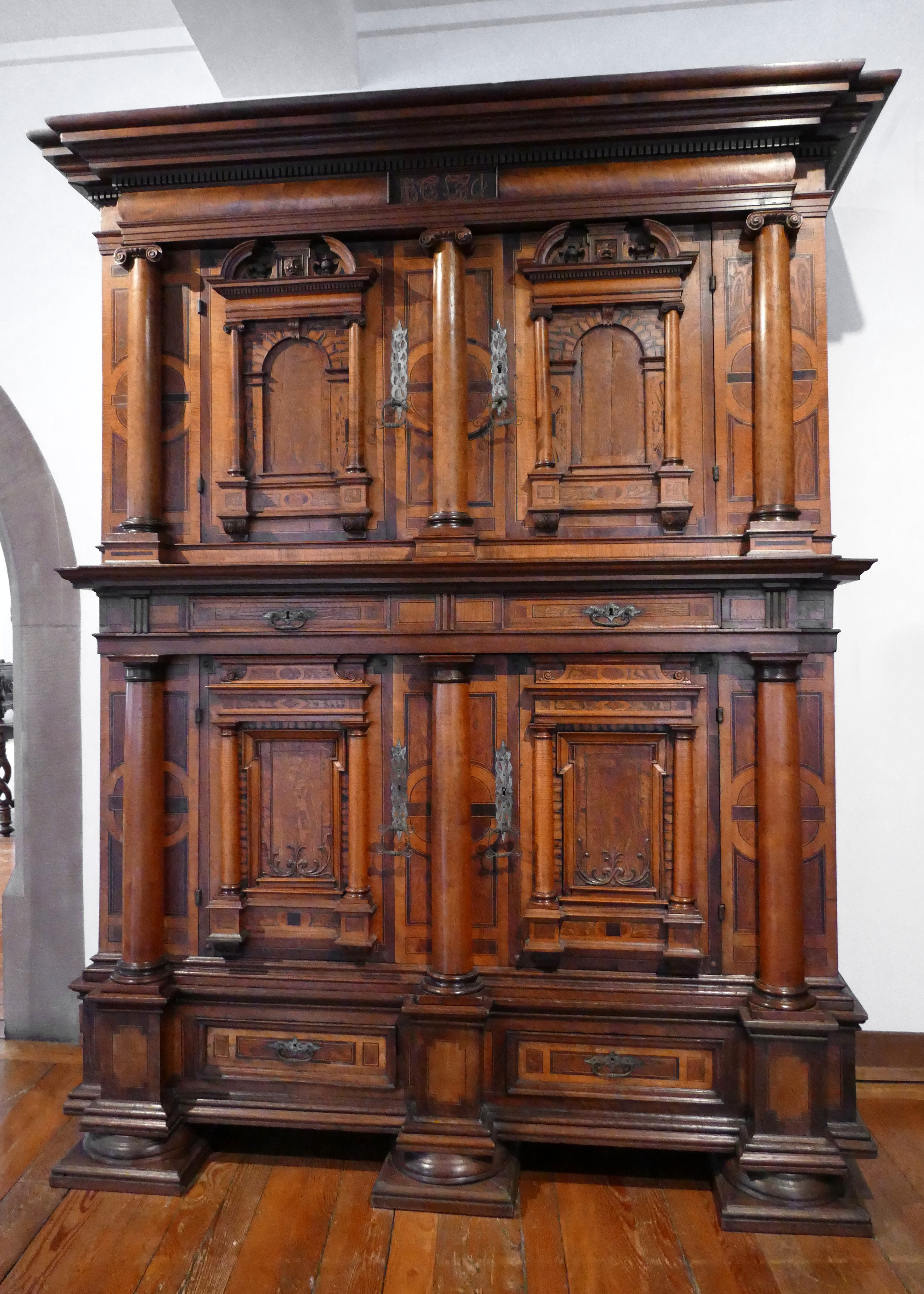
Armoire à deux corps, Niedernai, 1631.

À Strasbourg, les règles du métier de menuisier sont très conservatrices. En 1571, les privilèges des maîtres sont consolidés et le nouveau règlement définit des normes pour la confection du chef d’œuvre, qui doit obligatoirement être une armoire à deux corps. Elle se présente comme une superposition de deux coffres, chacun pourvu de deux portes. Haute et massive, elle est structurée en cinq parties : socle, corps inférieur, ceinture, corps supérieur et couronnement et sa façade présente une architecture digne d’un palais de la Renaissance. Ce canon va être consolidé en 1617 : la hauteur pourra être moindre, mais les proportions ne changeront pas et devront s’appliquer à toutes les armoires, même celles qui ne sont pas des chefs d’œuvre de maîtrise.
Dans la première moitié du XVIIe siècle, les morts et les pillages dus à la guerre de Trente Ans et aux divers conflits suivants entraînent un appauvrissement général, dont la conséquence est une diminution du nombre d'artisans et de clients. Le rattachement de l'Alsace au royaume de France en 1648 n'entraîne pas de changements dans l'immédiat. Les armoires à deux corps sont toujours de mise, puisque les menuisiers strasbourgeois s’opposent au halber Kasten ou « demi-armoire », nom donné aux armoires à un seul corps et deux battants, alors qu’elles sont admises comme chef d’œuvre de maîtrise à Colmar dès 1646. Un autre type de meuble apparaît alors, le dressoir, ou crédence, qui permet aux gens fortunés d’exposer leurs objets prestigieux comme les pièces d'orfèvrerie.

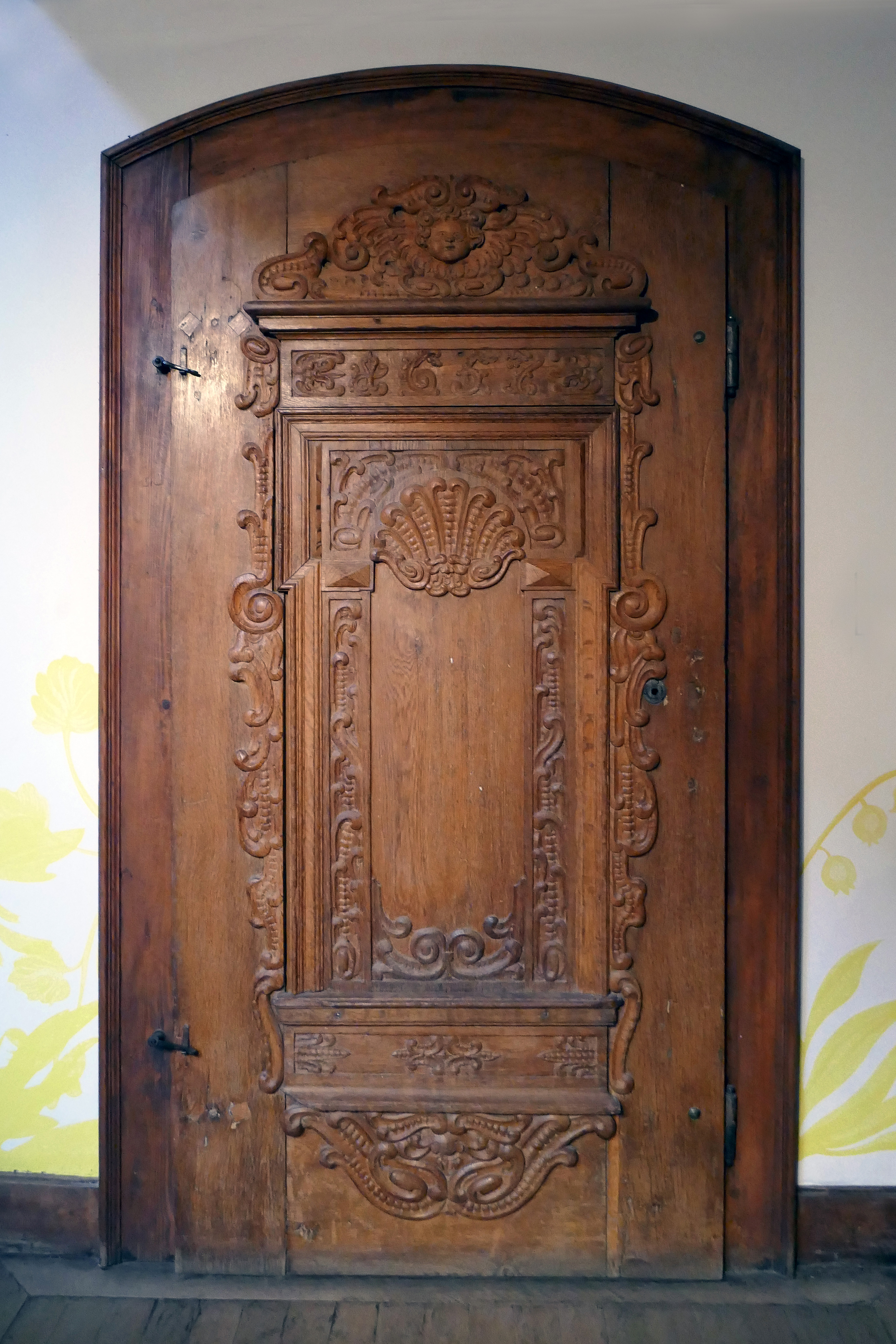
Porte à motifs auriculaires, Strasbourg, 1657.

De Cologne provient un nouveau style d’ornement sculpté, le décor « cartilage » (Ohrmuschelstil) rappelant les méandres du pavillon de l’oreille, très chantourné, parfois associé aux « cosses de pois », ou série de perles. Il arrive à Strasbourg après 1650. Inventé à Nuremberg, un nouvel outil, le rabot à ondes, permet de réaliser un autre élément décoratif, le listel flammé, qui concurrence le décor marqueté ou s’y rajoute.

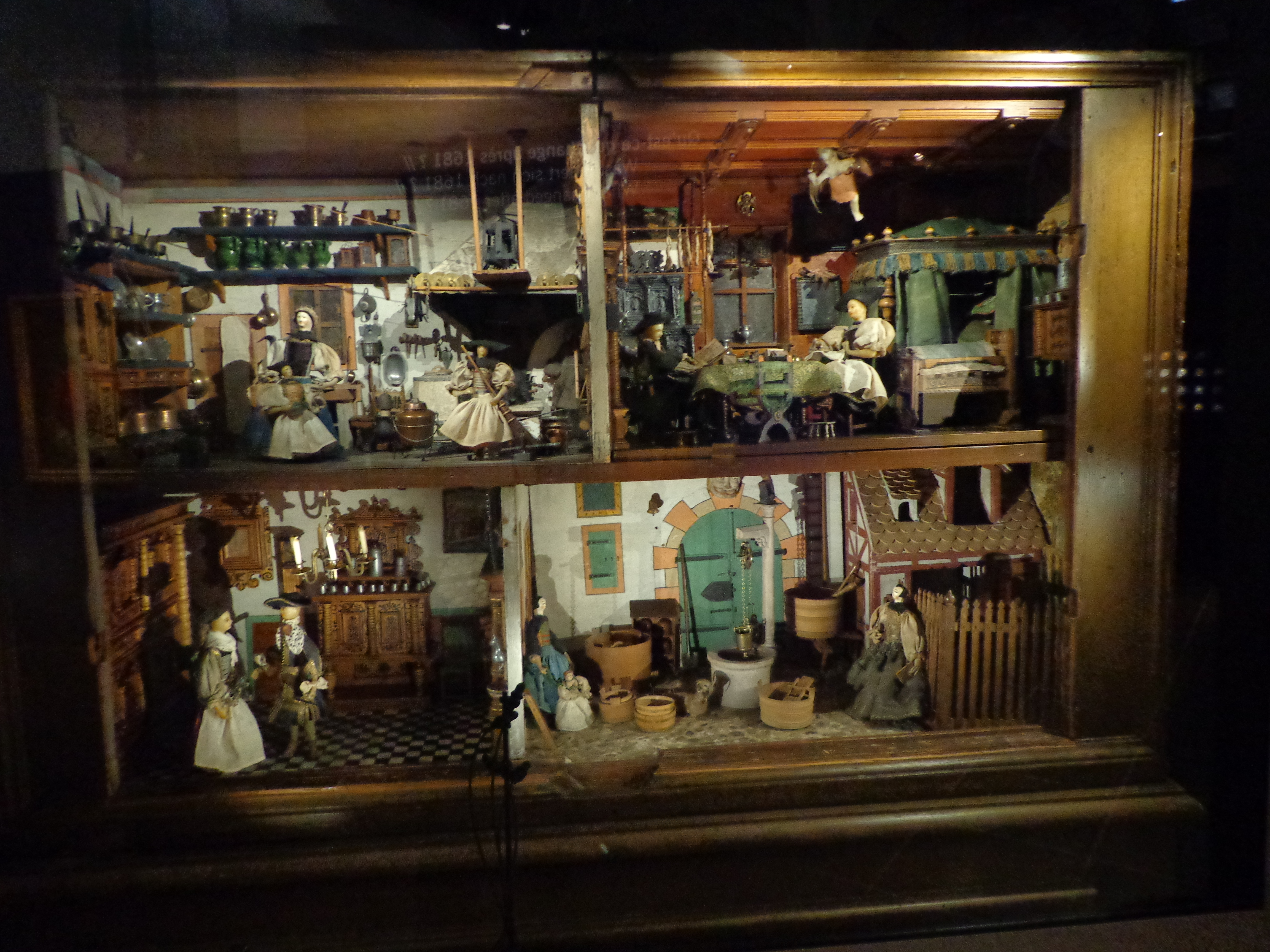
Maison de poupées, XVIIe siècle.

Source rare, la maison de poupée de 1680, conservée au musée historique de Strasbourg, montre la répartition des meubles dans chaque pièce, ce qui est d’un apport précieux pour notre connaissance des intérieurs strasbourgeois. On y voit que l’armoire à deux corps et la crédence garnie de récipients en étain, meubles de prestige, sont placés dans le vestibule où sont accueillis les visiteurs qui peuvent les admirer et apprécier ainsi la fortune de leur hôte. Dans la Stube, pièce chauffée, se trouvent la table et les chaises, le lit et berceau.
Dans les villes du vignoble en revanche, les armoires à un seul corps font déjà couramment partie du mobilier bourgeois. Le nombre de colonnes, lisses ou annelées placées en façade, sont un critère déterminant l’aisance du propriétaire. Plus il y a de colonnes, plus il est fortuné. Posséder une armoire à sept colonnes est d'ailleurs resté jusqu'au XXe siècle un élément de prestige.
Dans la deuxième moitié du XVIIe siècle débute véritablement la période française. C'est après l’annexion de la ville de Strasbourg par Louis XIV en 1681 que vont apparaître les changements : le retour au catholicisme crée une demande, celle de recréer un mobilier d’église négligé depuis la Réforme, ce qui relance en même temps la création de meubles domestiques. Mais l’armoire à deux corps prônée par les « menuisiers allemands » de Strasbourg est devenue trop chère et ne trouve plus guère d’acquéreurs. Coup de théâtre : le préteur royal Obrecht se mêle de l’affaire et décrète en 1697 que le chef d’œuvre présenté par les menuisiers doit être une armoire à un seul corps. Toutefois, « l'honorable maîtrise » des menuisiers strasbourgeois résiste, malgré des dissensions internes. De jeunes compagnons allemands et suisses font pression ; le préteur insiste… les menuisiers « allemands » font traîner les choses, puis finissent par céder.

### AuXVIIIesiècle

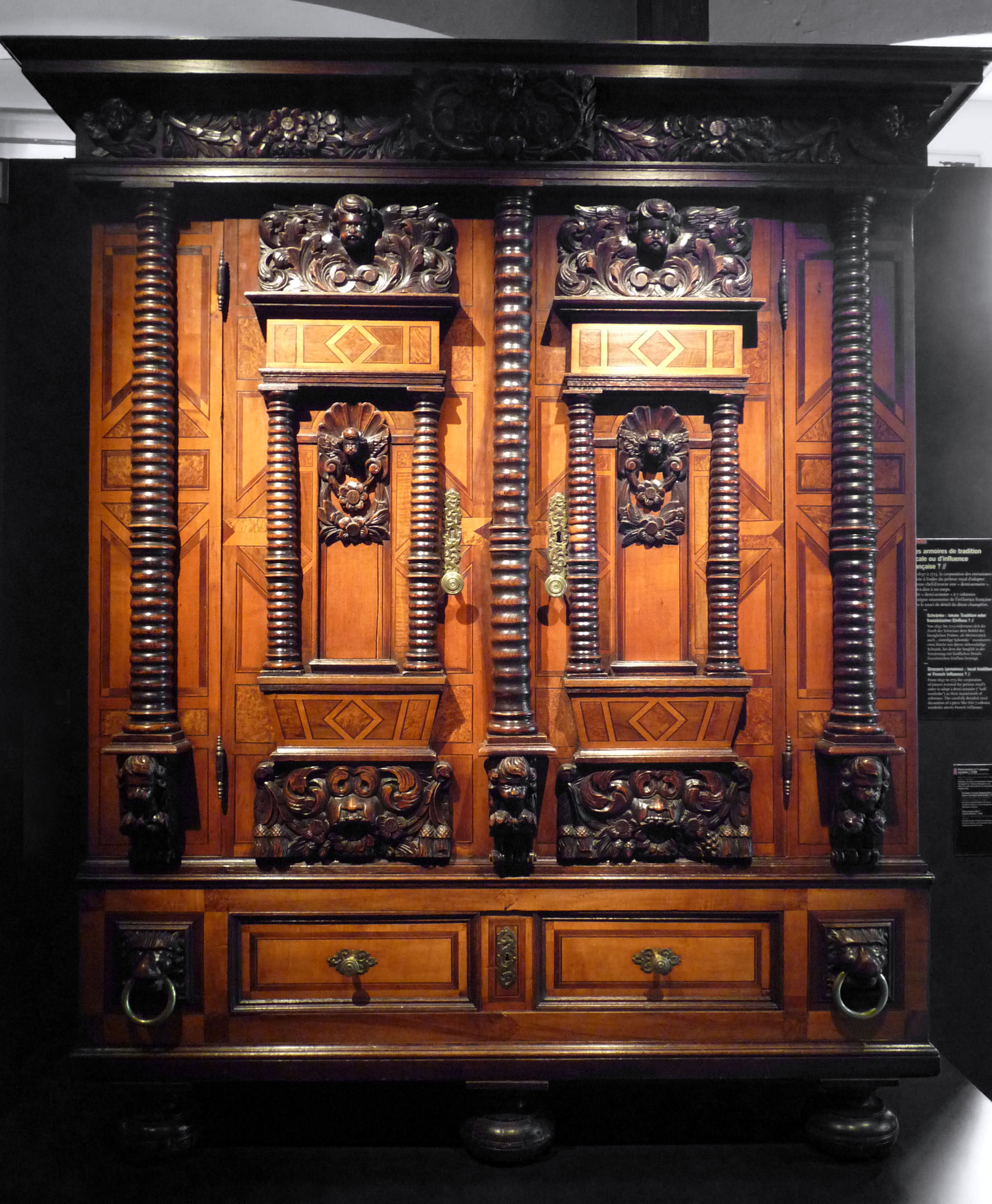
Demi-armoire à colonnes cannelées, 1708.

À Strasbourg, les menuisiers arrivés à la faveur des bouleversements politiques n’ont pas été acceptés par la corporation des menuisiers locaux, dits « allemands ». Ils vont alors s'unir pour créer en 1701 une Communauté des Maîtres-menuisiers français de la Ville de Strasbourg, qui est indépendante.
Les deux corporations vont entretenir rivalité et émulation, s'accordant sur un principe : les menuisiers doivent d’abord présenter des dessins préparatoires de leurs meubles — élévation et coupe — au vu desquels le jury accorde ou non l’autorisation de les exécuter en bois massif, chêne ou noyer. Influences réciproques et techniques nouvelles circulent des uns aux autres, même si les règlements strasbourgeois restent toujours aussi rigides.
Mais cette rivalité stérile est bientôt dépassée. À Strasbourg, redevenue terre catholique, s’implantent des résidents de marque, tel le cardinal de Rohan, qui font venir des artisans de Paris et initient sur place des travaux « en service commandé ». On voit alors se multiplier dans la cité des maîtres dits « extraordinaires », soutenus par le préteur royal. Ils travaillent pour ces commanditaires prestigieux et créent, en-dehors de tout système corporatif, des œuvres elles aussi exceptionnelles. À Colmar, la situation est bien plus apaisée : les deux corporations ont fusionné dès 1718 et les menuisiers peuvent depuis longtemps déjà y réaliser des œuvres « à la française ».

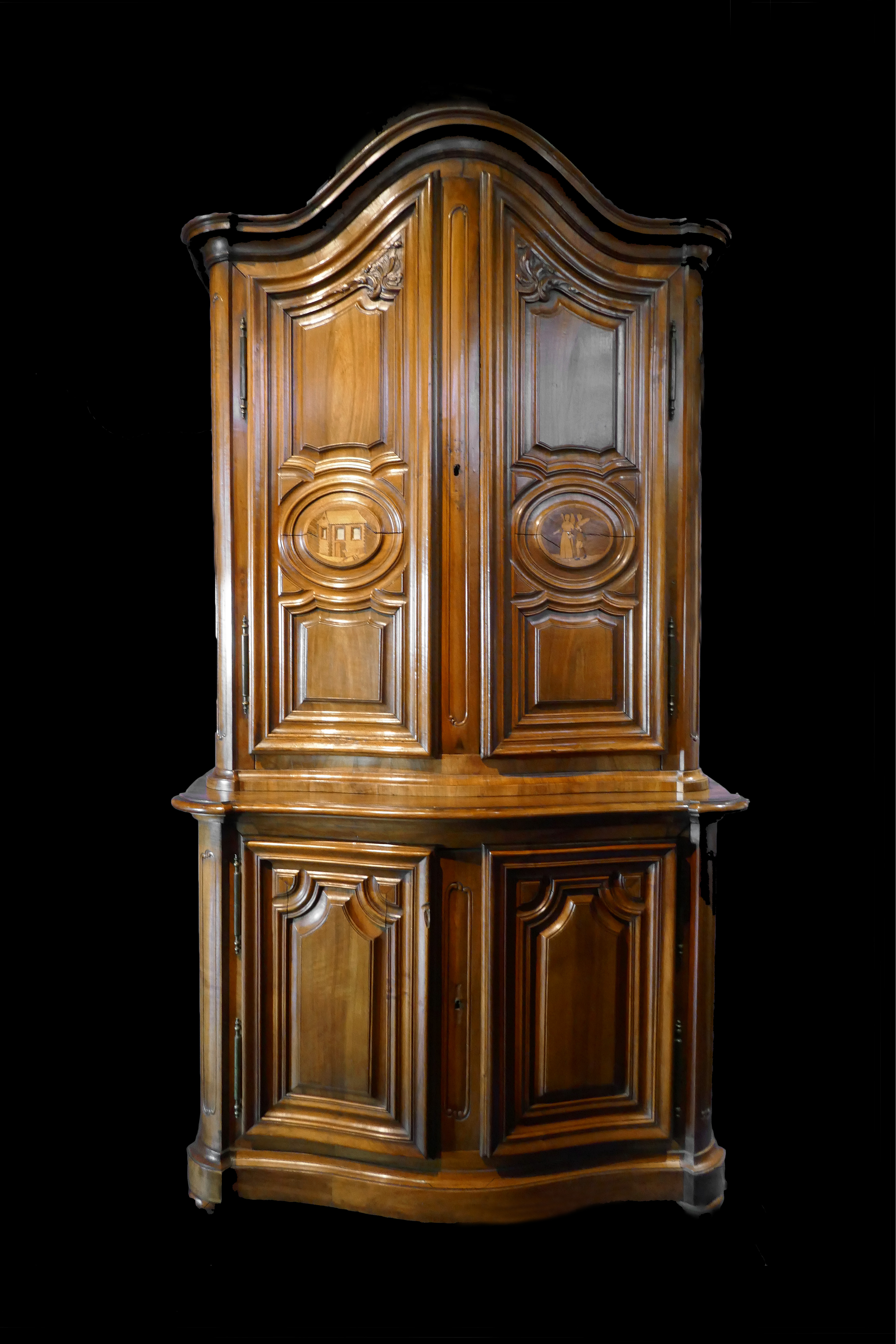
Buffet à deux-corps, deuxième moitié du XVIIIe siècle.

Les bourgeois fortunés veulent alors tous mettre leurs portes d’entrée, cages d'escalier et surtout leur mobilier au goût du jour. Enfin, en 1714, le nouveau chef d’œuvre des menuisiers « allemands » est une armoire dite « à la française », constituée d’un seul corps, une porte à deux battants et sept colonnes.
D'autre part, la mode va être aux colonnes à profil torse, ce qui augmente la difficulté de fabrication, si bien qu'elles sont finalement abandonnées vers 1730 au profit des pilastres. Au milieu du siècle apparaît le goût pour les panneaux bastionnés : ce sont d’abord des baguettes moulurées collées sur les battants en formant des angles aigus comme celui d’un bastion fortifié, puis ces décors prennent de l'épaisseur épaisseur, formant des sortes de coussins ou « cassettes » en relief.
Sous l'influence des décors du Palais Rohan de Strasbourg se développe après 1735 le style rocaille. La marqueterie est à nouveau employée et les thèmes figuratifs représentés s’approchent de la nature morte. En même temps qu’une nouvelle classe sociale, que les Alsaciens les plus aisés cherchent à imiter, de nouveaux types de meubles apparaissent : les buffets deux-corps, le scriban (combinaison de secrétaire et de buffet), les commodes, les tables de jeu ou les consoles aux fins pieds galbés. Une famille de menuisiers établis à Strasbourg va rayonner en Alsace et bien au-delà : les Froydevaux-Kaeshammer. La veuve du menuisier français Froydevaux, originaire du Haut-Rhin, épouse en 1739 Johann Kaeshammer, un compagnon originaire d'Allemagne, qui va connaître une ascension professionnelle et sociale considérable et créer à Strasbourg un atelier très réputé où travailleront plusieurs membres de sa famille. À partir de l’époque de la Régence, il n’y a plus de différence entre les productions des menuisiers français et allemands. Dérisoire victoire, les deux corps sont enfin réunis en 1782, alors que s’épanouit déjà le style Louis XVI, aux pieds cannelés et aux angles droits – quelques années seulement avant la suppression des corporations lors de la Révolution.
Le style français a définitivement triomphé en milieu urbain et c’est parmi le mobilier rural que vont se perpétuer une partie des usages et des formes du mobilier alsacien.

### Après la Révolution
Dès la fin du XVIIIe siècle, les meubles commencent à être fabriqués industriellement. Dans les milieux bourgeois et aisés, ces meubles sont de goût français : le style Empire a beaucoup de succès, de même que le style Louis-Philippe. Dans la seconde moitié du siècle, le mobilier Henri II envahit tous les foyers urbains avec de grands buffets plus ou moins néo-Renaissance.
Après l'annexion de l'Alsace à l'Empire allemand (1871-1914), cette mode subsistera un temps. Toutefois, le mouvement de la « renaissance culturelle alsacienne » lancé par Charles Spindler à la toute fin du siècle va aussi signifier une renaissance du mobilier régional. Spindler, qui a de multiples talents, est aussi ébéniste et s'est formé en Allemagne. Il crée des lignes de meubles aux formes fluides inspirés de l'Art nouveau et décorés de marqueterie, son mode d'expression favori. Puis c'est le Jugendstil allemand qui l'influence et il opère un compromis entre les deux tendances françaises et allemandes. Il est distingué lors de grandes expositions nationales et internationales, mais porte un style régionaliste et personnel.

## Le mobilier rural
Avec un notable temps de retard sur les créations urbaines, les menuisiers ruraux ont réalisé un art mobilier spécifique, avec ses techniques comme la peinture polychrome, ses types de meubles adaptés aux pratiques de la vie à la ferme et son style propre, dont l’esprit créatif n’a disparu qu’après 1850.
Il est difficile de se reporter aux intérieurs paysans antérieurs à 1800, car il n’en existe pas de représentations et notre regard est influencé par les aménagements des maisons rurales tels qu’ils ont pu subsister au XXe siècle. Seules de rarissimes gravures du XVe siècle montrent des intérieurs, ainsi celle qui est attribuée à Hans Weiditz (de) et qui montre un paysan dans sa chaumière, assis sur un siège tripode devant une table ronde du même type. Outre ces deux éléments, on voit aussi une barre de bois qui sert de support pour des éléments textiles : linge ou vêtements.
Contrairement aux artisans placés dans le cadre strict régissant les corporations implantées dans les villes, même moyennes, le menuisier rural est indépendant et souvent ambulant. Il s’installe en effet chez son client pour confectionner ce qui lui a été commandé. Les éléments mis en place dès la fin de la construction de la maison sont les lambris couvrant les murs de la Stube et délimitant l’alcôve. Dans cette pièce, les meubles étaient souvent intégrés à la boiserie, ainsi le buffet d’angle et le petit placard suspendu dans le coin du Bon Dieu ». Ceux-ci n'ont pas de fond propre autre que la boiserie. Cela permet à la fois un gain de place et une économie de bois et confère une certaine harmonie à la pièce où vit la famille de paysans.

### Matériaux et techniques
La prépondérance du sapin, bois d’un prix modique, est massive. S’il est peint, parfois de plusieurs couleurs, cela n’implique pas la pauvreté de populations qui voudraient cacher ainsi ce bois rustique. La polychromie est en effet une tradition culturelle propre à toute l’Europe centrale, dont l'Alsace est située à l'extrémité occidentale.

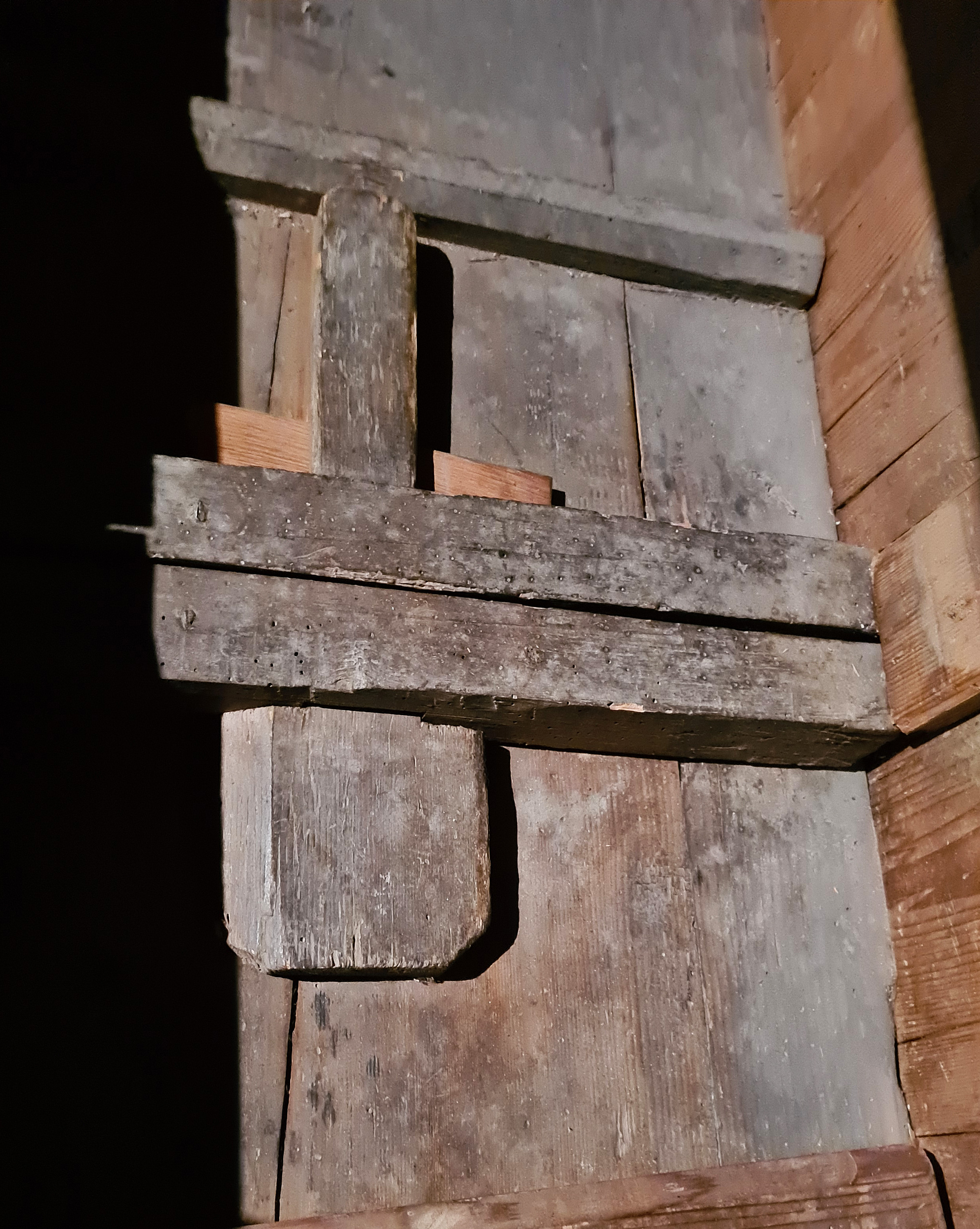
Clavettes reliant les deux côtés de l'armoire.

Loin d’être systématique, la peinture des meubles en sapin est souvent monochrome. La polychromie, qui nous semble aujourd'hui être un des traits caractéristiques du mobilier traditionnel alsacien, n’est guère citée dans les inventaires après décès. Les parties visibles des coffres et armoires est en revanche souvent couverte d’un décor réalisé au brou de noix, qui protège le bois plus qu’il ne le cache. Ce décor de fond peut-être pommelé avec l’aide d’une demi-pomme de terre ou strié à l’aide d’une sorte de peigne, imitant ainsi les veines du bois. Toutefois, des motifs noirs réalisés au pochoir, dont beaucoup imitent ceux de la marqueterie, existent dès le XVIIe siècle. Ensuite apparaissent le blanc et le vert, puis le rouge (qui n'est pas du sang de bœuf). Le mobilier polychrome est à son apogée entre 1750 et 1850 et présente des décors ou des couleurs propres à divers secteurs géographiques de l’Alsace, ainsi le losange dans le pays de Hanau ou la couleur bleue ou vert-bleue des meubles du Sundgau.
Cependant, les essences de bois utilisées en Alsace se diversifient progressivement au cours du XIXe siècle. Les armoires en noyer ou les chaises en merisier sont révélatrices d'une aisance croissante de la paysannerie alsacienne.
Par ailleurs, une des caractéristiques du mobilier rural alsacien est la facilité avec laquelle il peut être démonté, grâce à un assemblage d’éléments qui s’emboîtent et sont maintenus en place par des clavettes ou des chevilles que l’on peut aisément retirer et replacer à la main.

### Types de meubles
Au XVIIe siècle, le mobilier rural est encore rare. On assiste ensuite à une différenciation croissante, dont les fonctions se spécialisent. Le style des meubles reste germanique et l’influence urbaine met du temps à arriver à la campagne. Il en est de même avec les meubles urbains du XVIIIe siècle qui sont adaptés près d’un demi-siècle plus tard par les menuisiers ruraux. Ainsi un buffet strasbourgeois à deux-corps et chapeau de gendarme en noyer, exposé au musée des arts décoratifs de Strasbourg, a été fabriqué vers 1770, tandis que sa version en sapin utilisée à Duntzenheim, conservée au musée alsacien, est datée de 1823.

#### Coffres
Le coffre est le meuble le plus courant, il est présent dans 90% des ménages, et ce avec une grande constance, entre 1660 et 1789. Avec ses deux poignées latérales en fer, il est conçu pour être facilement déplacé et en effet, au fur et à mesure de la diffusion de l’armoire, les coffres sont progressivement relégués à l’étage, parfois en soupente. De contenant du trousseau de la mariée, ils se transforment alors en meuble de stockage de provisions ou de matériaux les plus divers.
Le couvercle rabattable peut être composé d'un seul panneau ou, plus fréquemment de deux panneaux insérés dans un cadre en bois qui est alors en relief. Le piètement peut reposer sur des pieds boules ou être formé des côtés reposant directement sur le sol et encastrés dans un socle souvent mouluré. À l'intérieur de la caisse se trouve toujours aménagé l'étroit compartiment appelé layette. Le décor des coffres paysans reproduit celui des coffres urbains, passant d'un style renaissance architecturé avec pilastres ou colonnes à un caisson plus ou moins lisse orné de motifs polychromes.

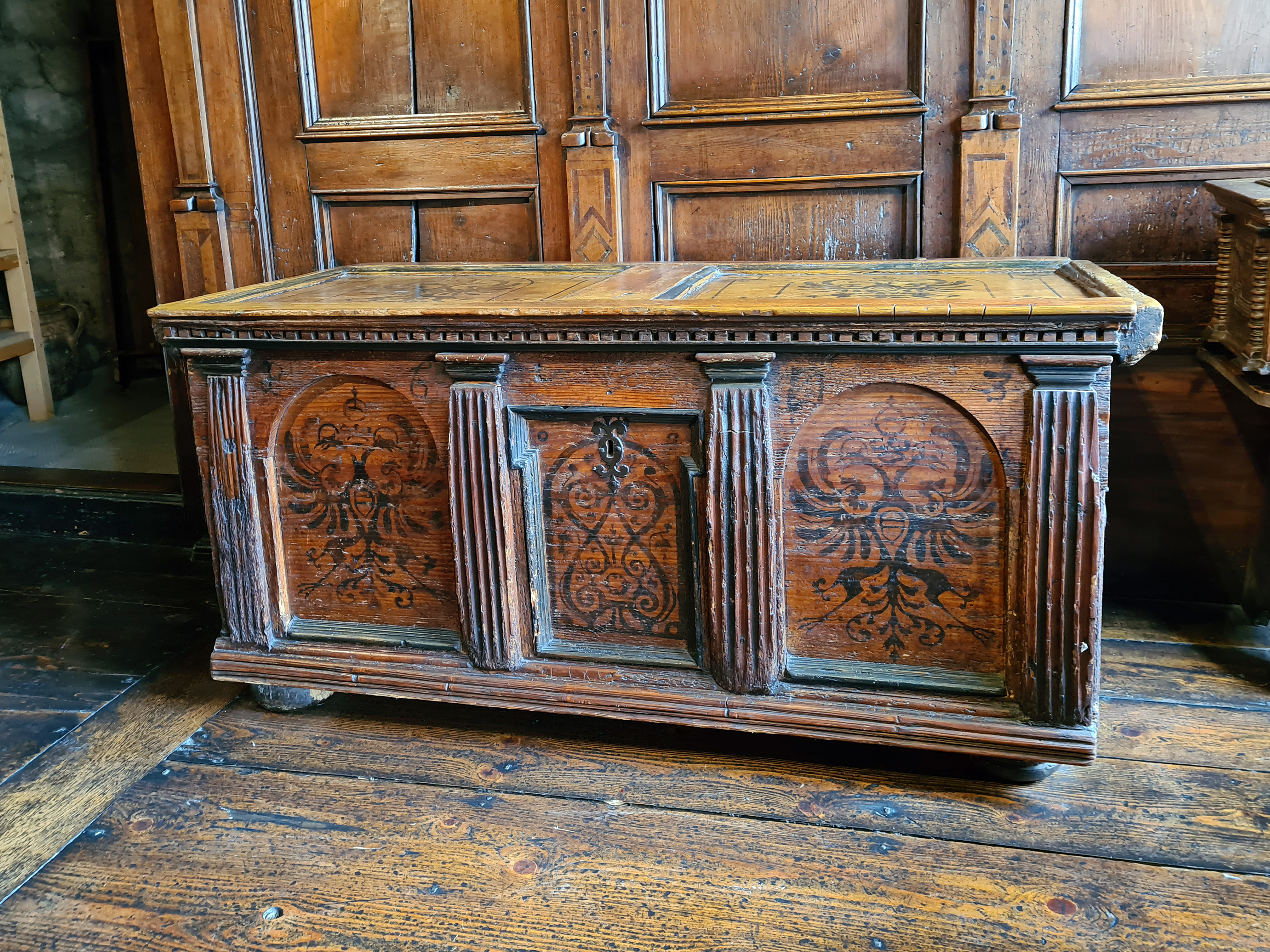
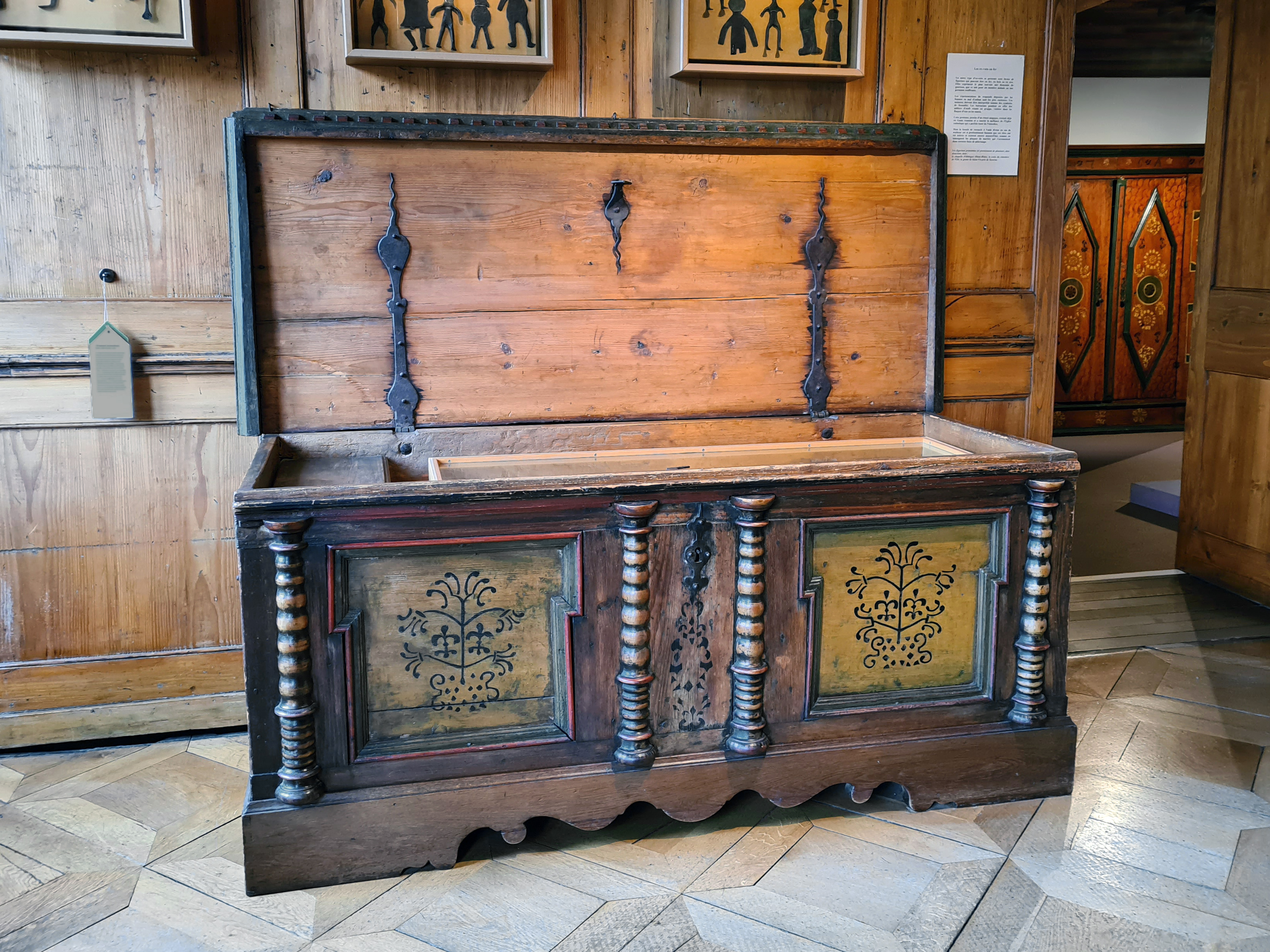
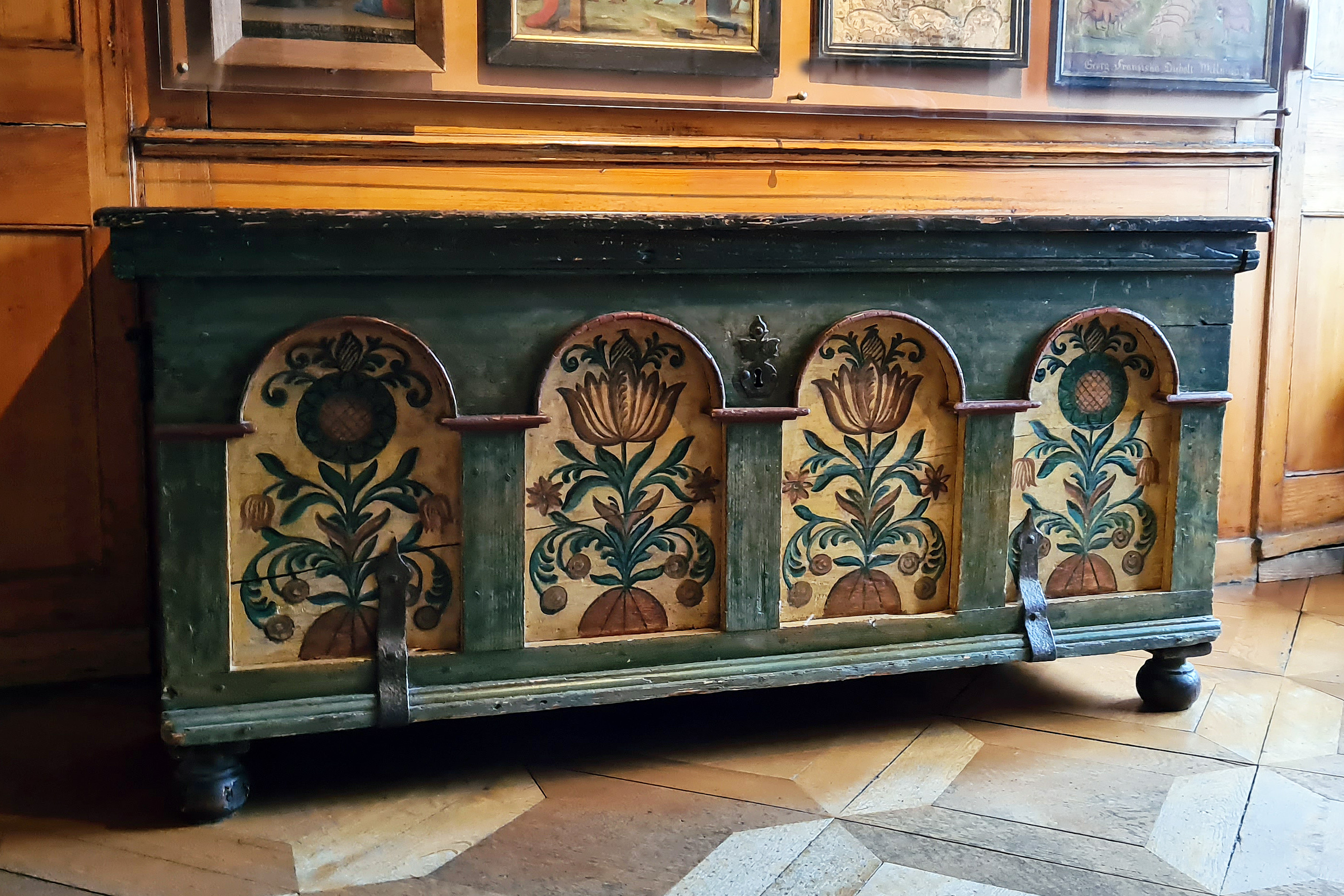
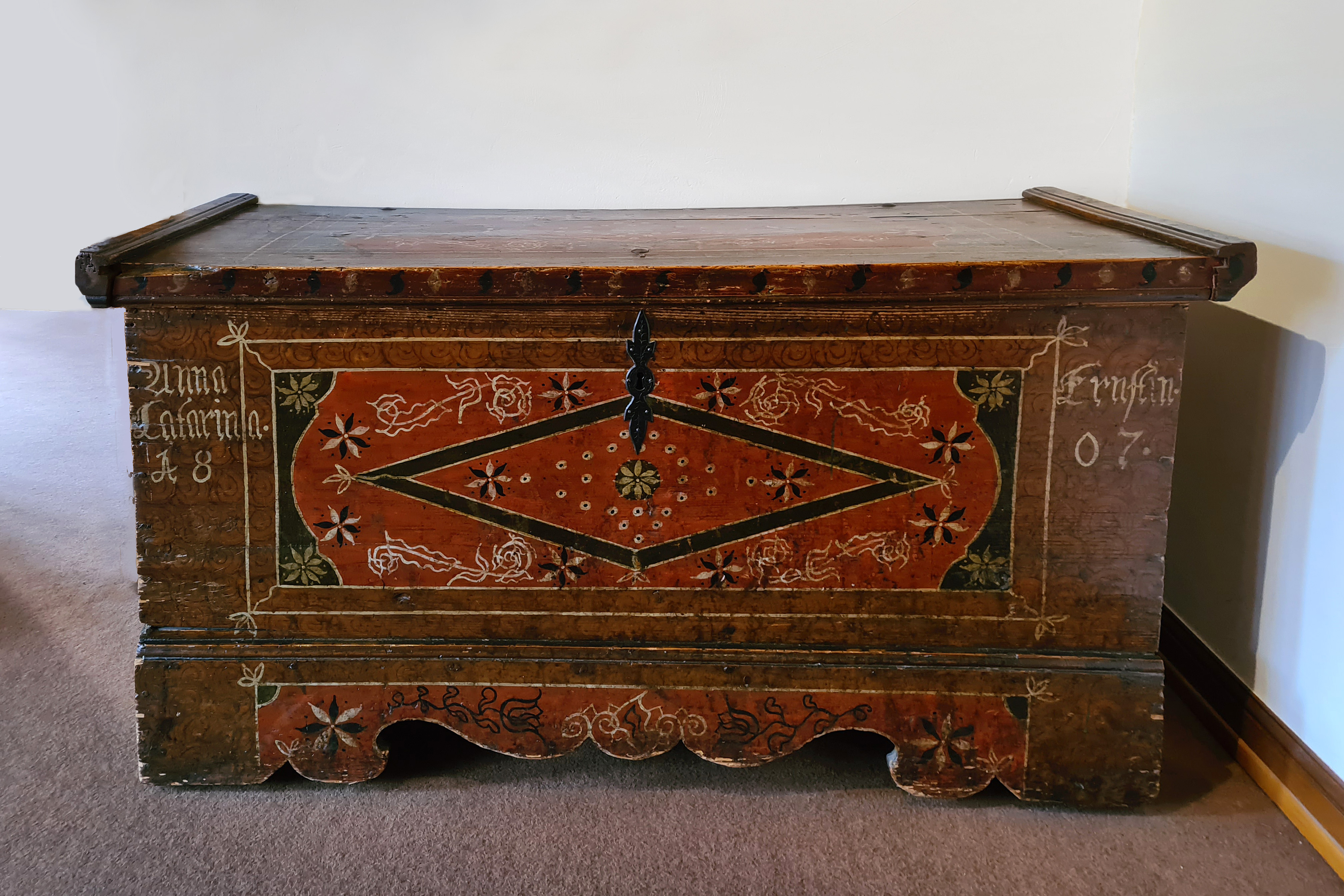

#### Armoires
Les armoires sont un symbole d’embourgeoisement. La majorité d’entre elles est à deux battants, mais les exemplaires à une seule porte ne sont pas rares. Un élément propre à la région est le gond en fer se terminant par un appendice recourbé dit en « queue de cochon ». Ces meubles gardent longtemps les larges faux-montants (Beystücke) visibles en façade qui correspondent à une structure latérale en caisson : elles sont comme composées de deux coffres debout, maintenus accolés dans les cadres d’un socle et d’une corniche et les différents éléments sont assemblés par des clavettes. Cette construction si aisément démontable ne sera modifiée qu’au XVIIIe siècle.
Les armoires à deux portes sont généralement divisées en deux parties : d’un côté, des étagères, où est entreposé le linge de maison, de l’autre une penderie, où des crochets en bois sont chevillés dans une planche fixée contre la paroi du fond. Cet aménagement résulte sans doute de l’introduction de la redingote, un manteau assez long, dans le costume masculin. Au-dessus il est fréquent de trouver une tablette horizontale, sur laquelle était posé le tricorne, couvre-chef du maître de maison.
Leur décor tend à imiter celui des armoires marquetées et y ajoute des colonnes annelées en façade, puis des portes à panneaux bastionnés, ornées de motifs au pochoir où dominent le noir et le blanc, ainsi que le vert. Vers 1800, les décors peints envahissent les panneaux de porte en creux, avec des différences régionales bien nettes. Parallèlement, les armoires en bois dit « noble », en général du noyer, commencent à se répandre dans les maisons les plus aisées.

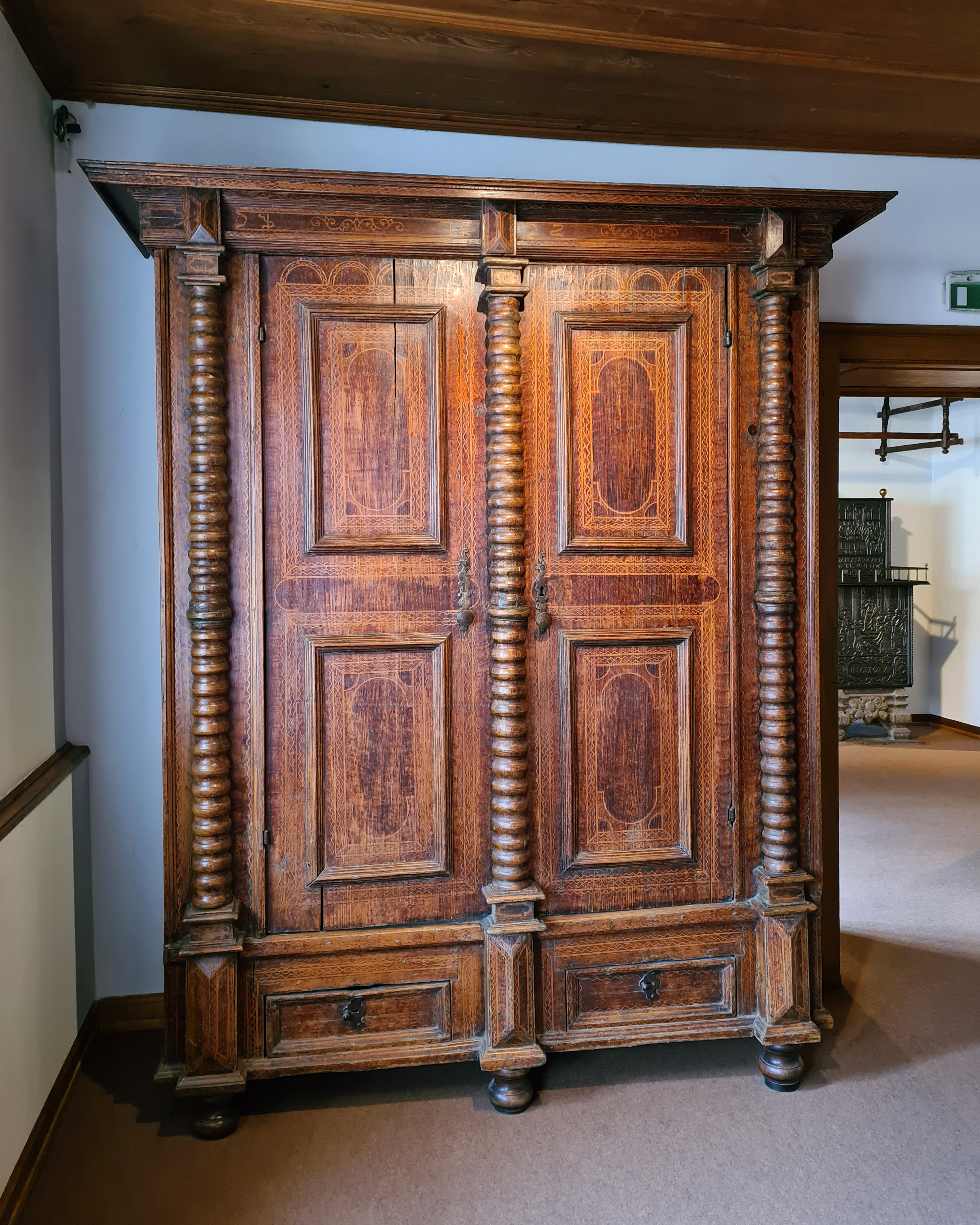
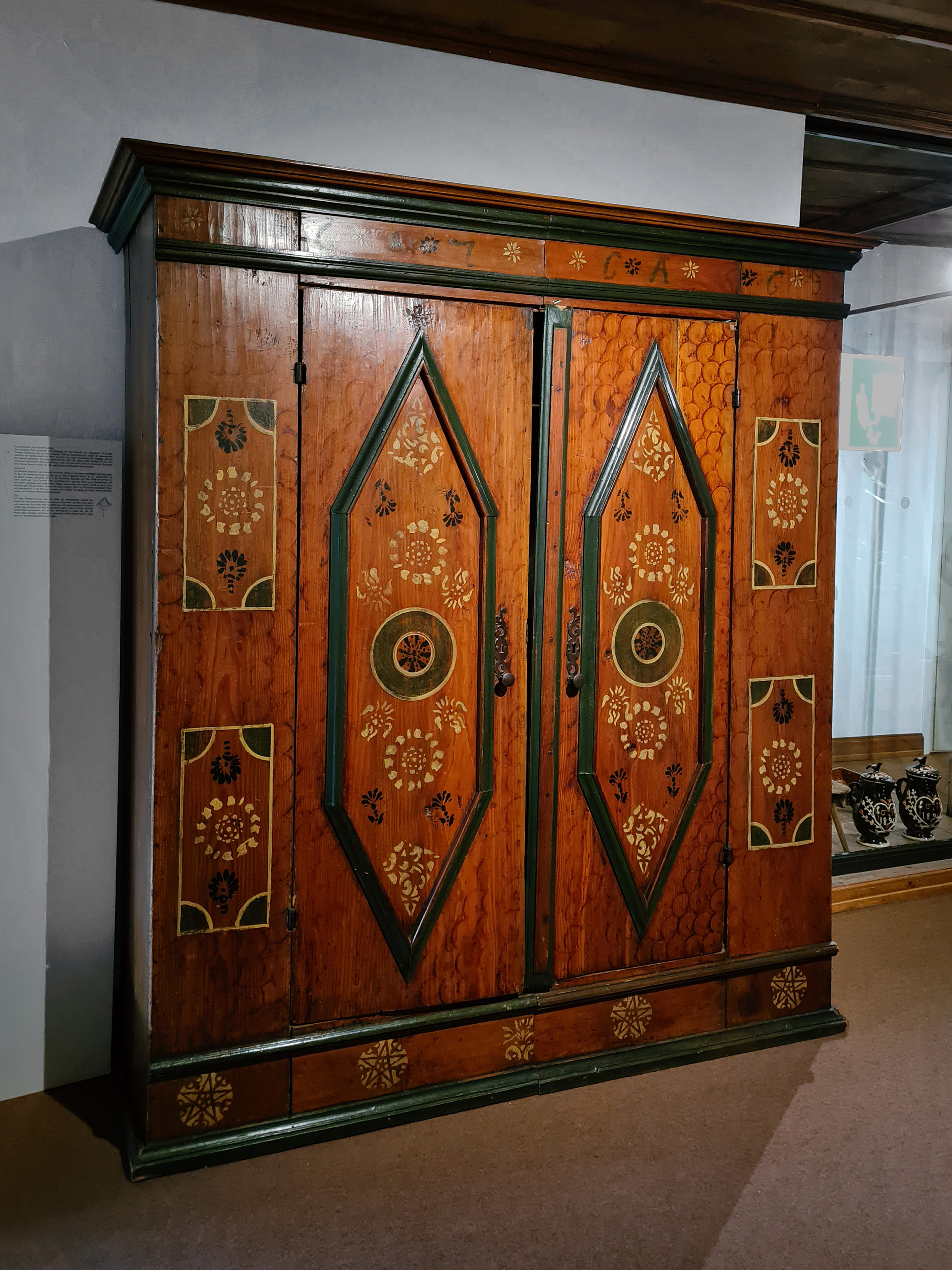
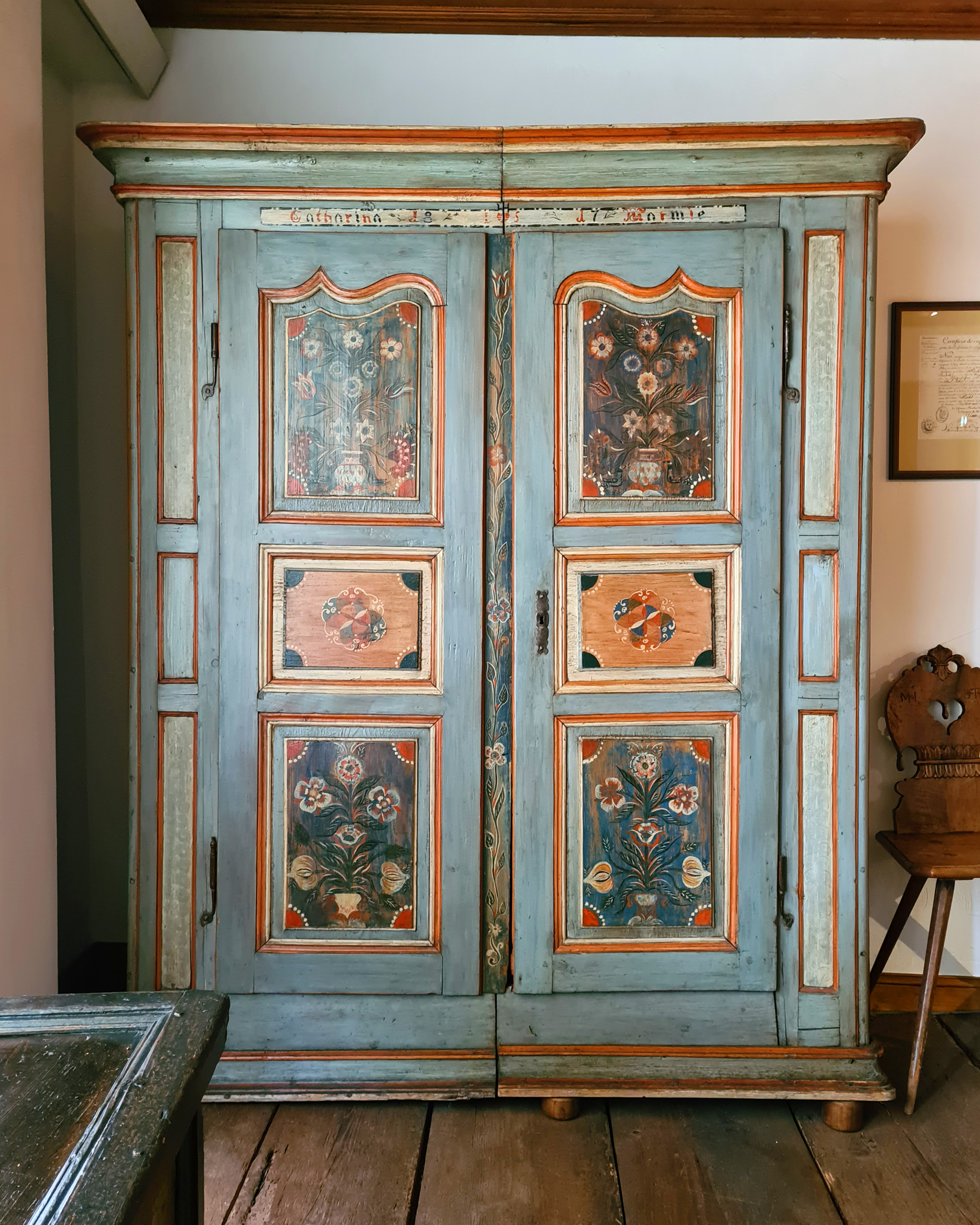
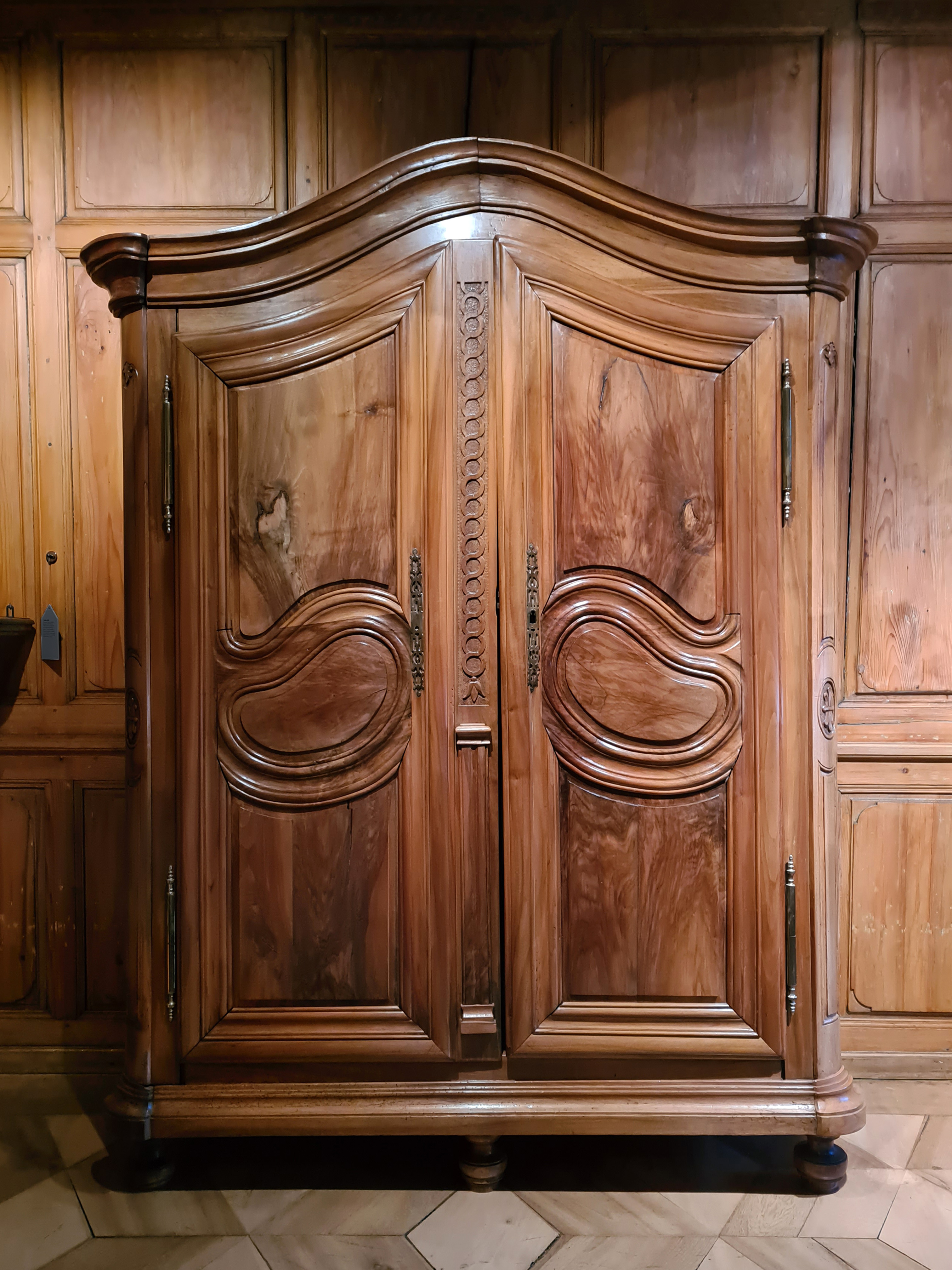

#### Buffets

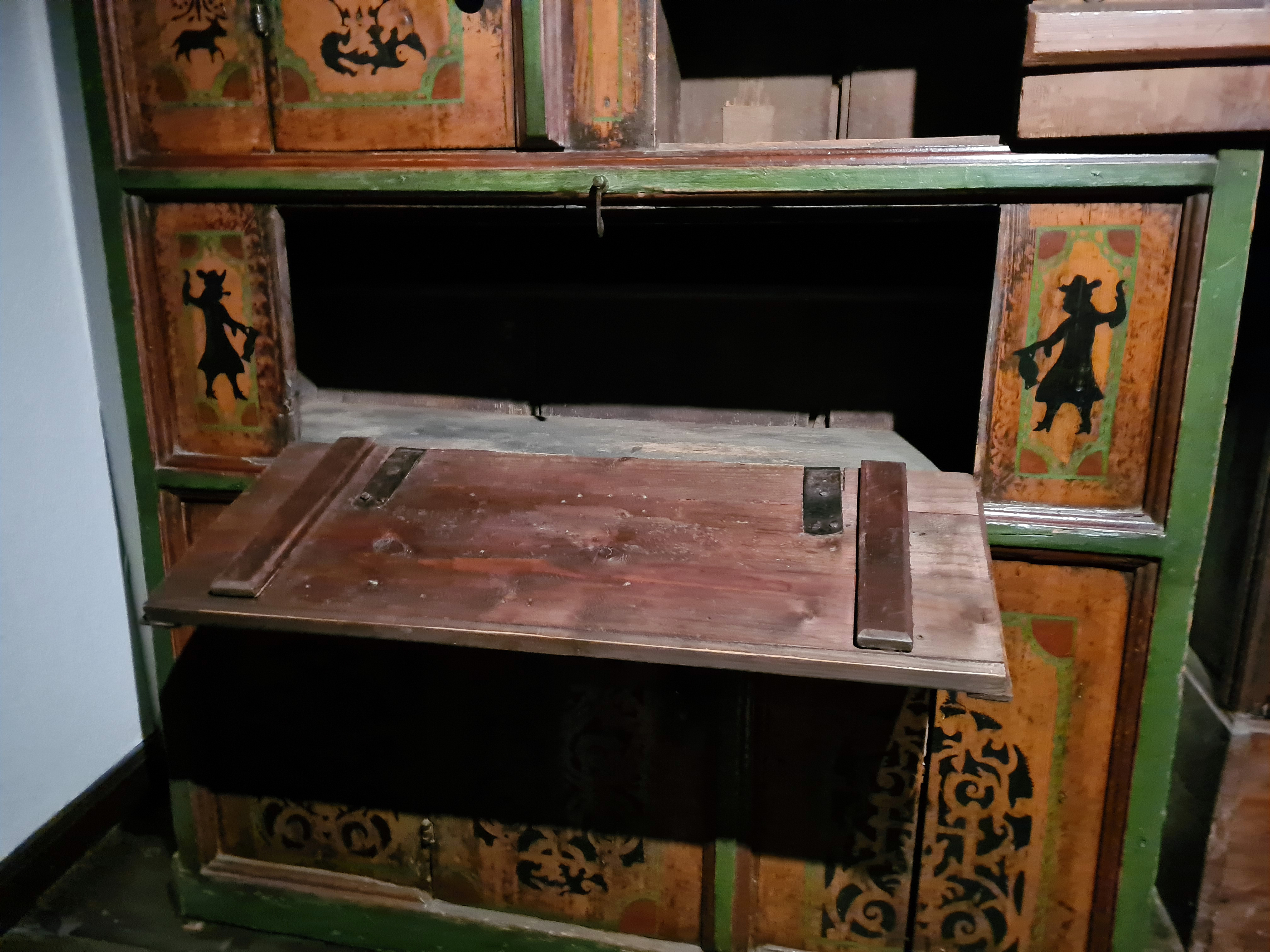
Buffet aux buveurs.

Le buffet apparaît vers 1810-1820. Il s'inspire fortement du buffet à deux corps et chapeau de gendarme de style Louis XV qui a été diffusé au XVIIIe siècle en milieu urbain. Sa provenance rurale est révélée par des différences de proportions ou de confection et la plupart du temps aussi par la présence d'un décor polychrome. Parfois, sa forme est moins élégante et correspond à un simple bloc rectangulaire. Le buffet est fréquemment intégré dans un angle de la boiserie de la Stube, et est alors appelé encoignure. Ce n'est en aucun cas un meuble de cuisine ; les vaisseliers sont d'ailleurs très rares dans la région. Le buffet se compose généralement d'une partie supérieure s'ouvrant par une double-porte, d'une partie médiane constituée de deux tiroirs ou d'un volet horizontal rabattable, parfois encadré par deux petits tiroirs dont l'un est muni d'une serrure.

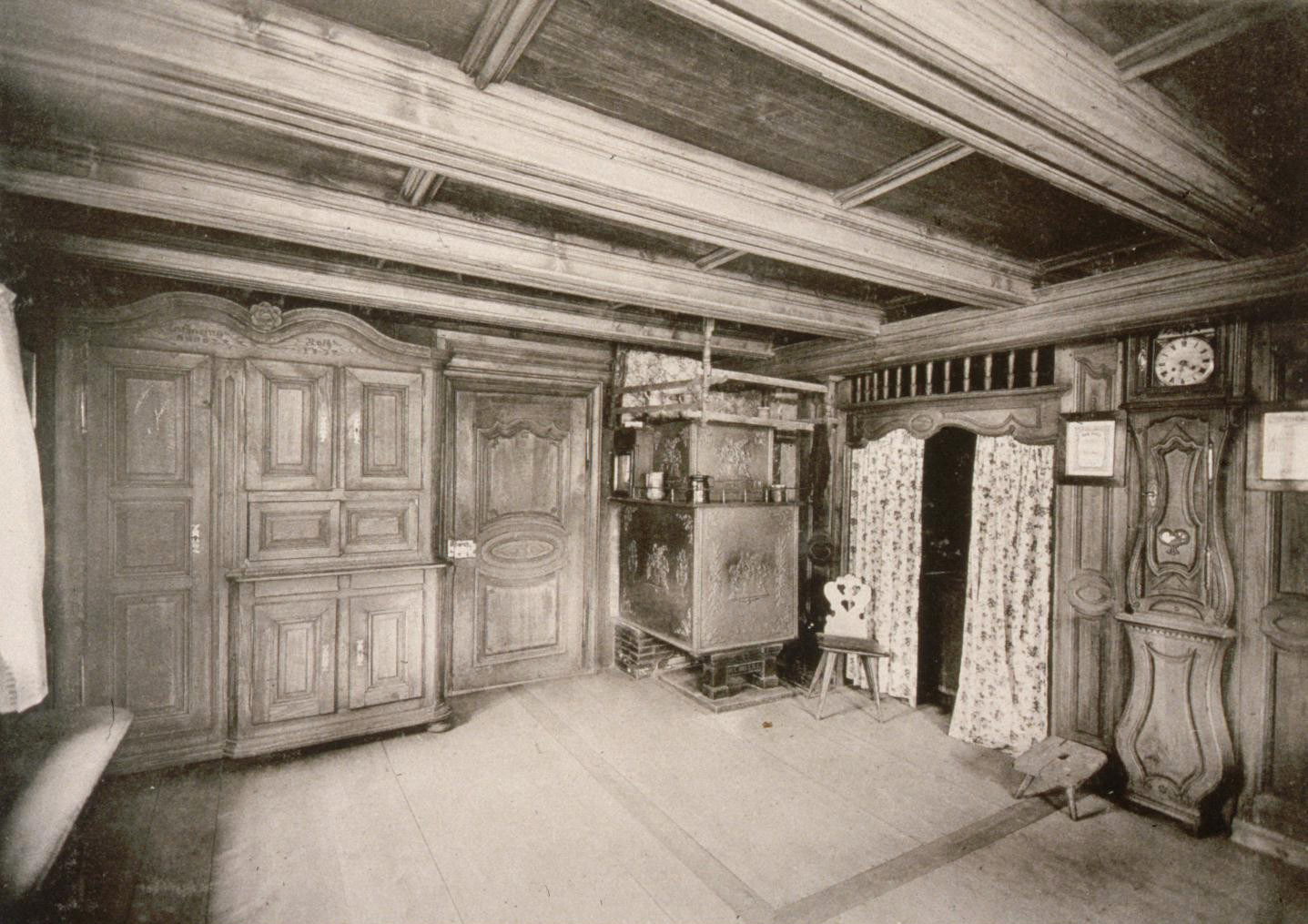
Chambre de paysans à Pfulgriesheim.

C'est dans ce tiroir proche de la porte d'entrée qu'est conservé l'argent qui servira à payer un marchand ambulant ou un colporteur. Les petites encoignures placées en hauteur, parfois elles aussi intégrées à la boiserie, sont caractéristiques du mobilier alsacien. On y serre une bible lue le soir par le père de famille, un cruchon pour servir un verre de schnaps à un visiteur ou des papiers importants.
Un meuble original, spécifiquement alsacien, est appelé Olmer (proche du mot « armoire »). Il combine les fonctions de buffet et d'armoire. D'un côté se trouvent deux petites portes à un battant, séparées dans la hauteur par un abattant, parfois aussi un tiroir. Dans ce buffet, parfois double, se trouve ce qui est nécessaire pour mettre la table : nappes, couverts, vaisselle. De l'autre côté, une seule porte à plusieurs panneaux dévoile la penderie, munie de crochets comme dans une armoire. L'Olmer est souvent placé dans l’entrée de la maison.

#### Alcôves, lits et berceaux

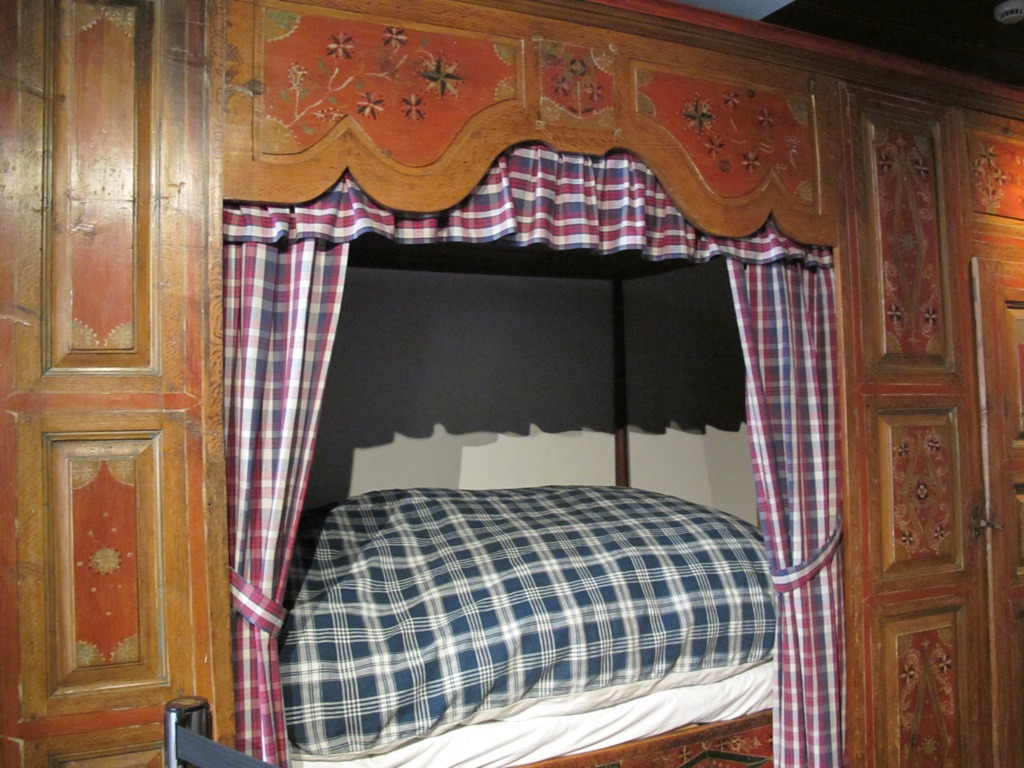
Alcôve.

Sous l'ancien régime, les lits sont présents dans 80% des ménages alsaciens, presque autant que les coffres. Dans une grande partie des maisons rurales, une alcôve est aménagée dans une partie de la Stube. Il s'agit d'une cloison constituée de planches dans laquelle sont ménagées deux ouvertures, souvent partiellement séparées par un placard peu profond. Accessible par l'une des ouvertures se trouve le lit conjugal. Le lit est court et relativement étroit et le bâti est éloigné du sol par des pieds assez élevés, ce qui implique l’usage d’un tabouret pour y monter. Les lits à colonnes supportant un ciel en bois, inspirés de ceux qui font partie du mobilier urbain du XVIe siècle, semblent réservés à l’élite villageoise. Dans le Sundgau est adopté un autre système de couchage : le lit conjugal devient quasiment une armoire, une sorte de lit-clos dont les battants peuvent se fermer sur les occupants. Les autres membres de la famille dorment à l’étage, souvent à plusieurs, dans des lits plus simples, parfois celui des générations précédentes dont les colonnes supportant le ciel ont été coupées, parfois aussi sur des couches plus simples, des cadres de bois garnis de sangles.

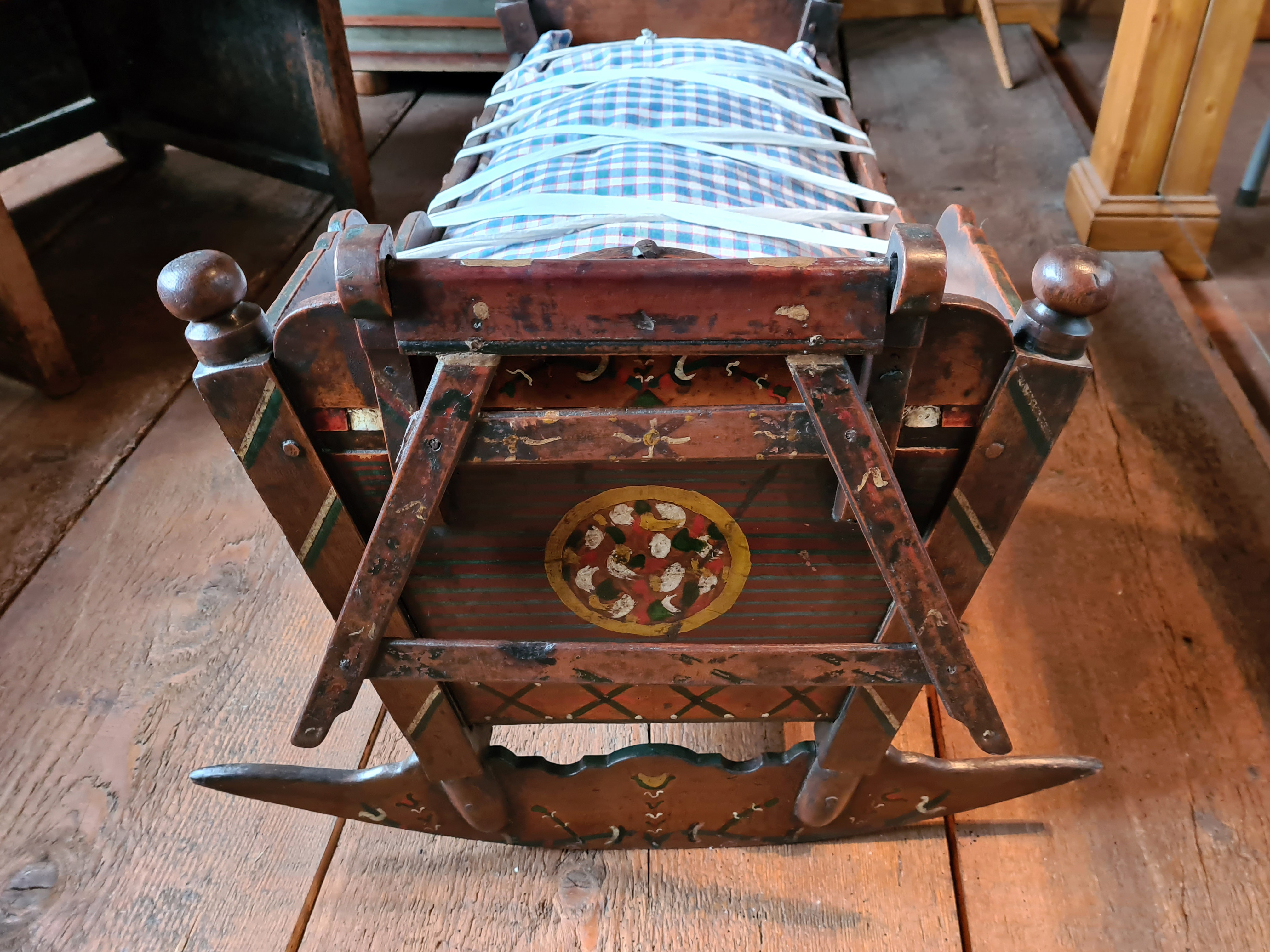
Berceau peint à rabat.

Il est fréquent qu'une pendule soit suspendue contre la boiserie de l'alcôve, voire intégrée à un boîtier vitré. Ces pendules sont toutes importées de Forêt-Noire. Elles peuvent aussi intégrées à des caisses en bois et devenir ainsi des meubles indépendants, ou horloges de parquet.
Les berceaux et petits lits d’enfants occupent souvent l’autre partie de l’alcôve, au plus près du poêle, mais toujours à proximité de la mère. De chaque côté, les berceaux alsaciens sont garnis de boutons en saillie, qui maintiennent le laçage d'une sangle — lisière — qui empêche l’enfant de sortir de son lit.
Très mobiles, ces objets sont transmis d’une génération à l’autre, parfois prêtés d’une famille à une autre. En milieu protestant, un berceau spécifique est utilisé lors du baptême. Avec sa base arrondie et son fond ajouré, il est assez léger pour être porté sur les bras de la sage-femme ou de la marraine vers l’église où un support adapté l’attend. Connu à Strasbourg en milieu bourgeois, cet usage a subsisté jusqu'au XIXe siècle dans le Nord de l’Alsace. La sage-femme conserve aussi chez elle un autre meuble communautaire, la chaise d'accouchement.

#### Tables

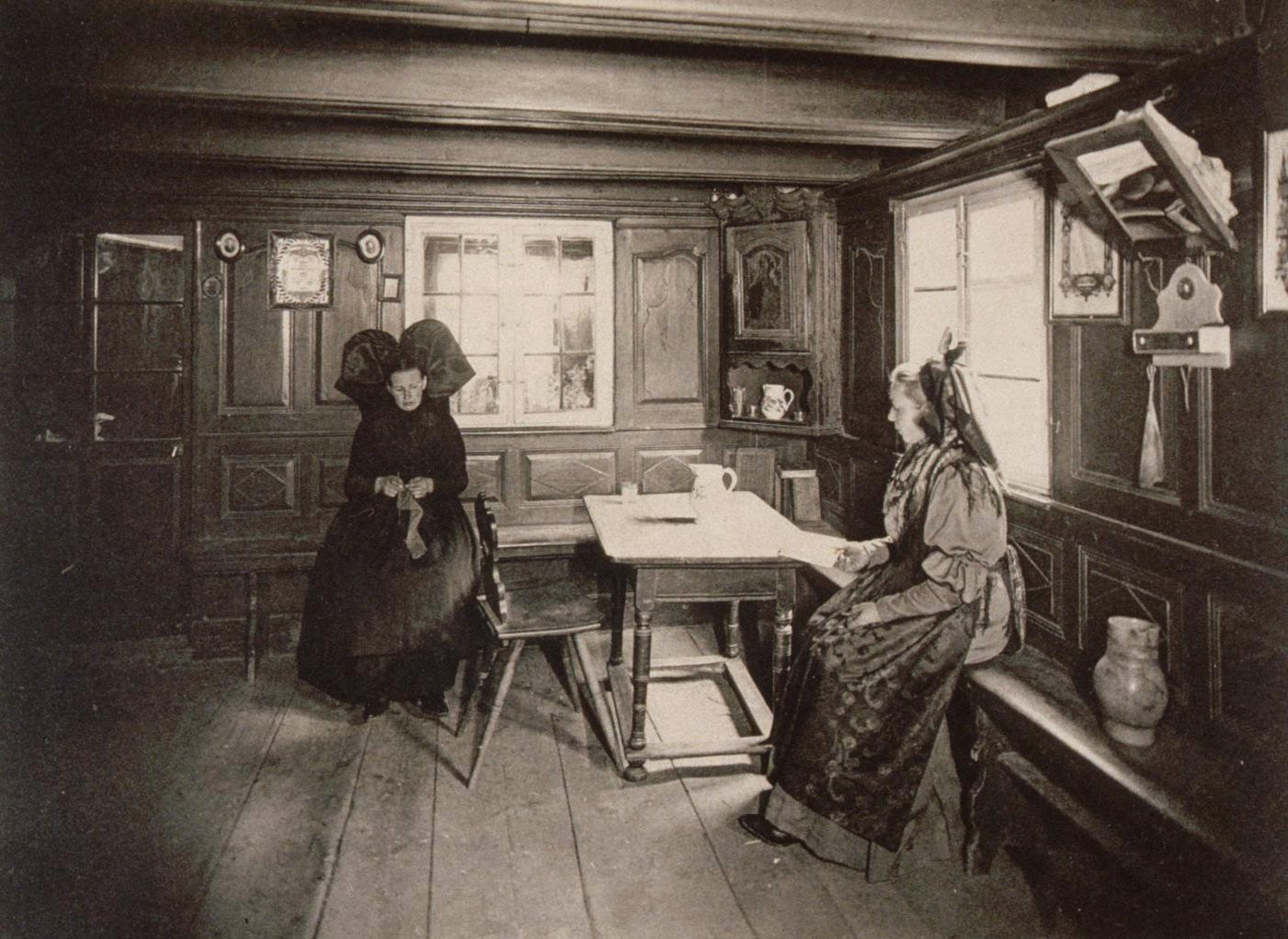
Table dans une chambre de paysans à Pfulgriesheim.

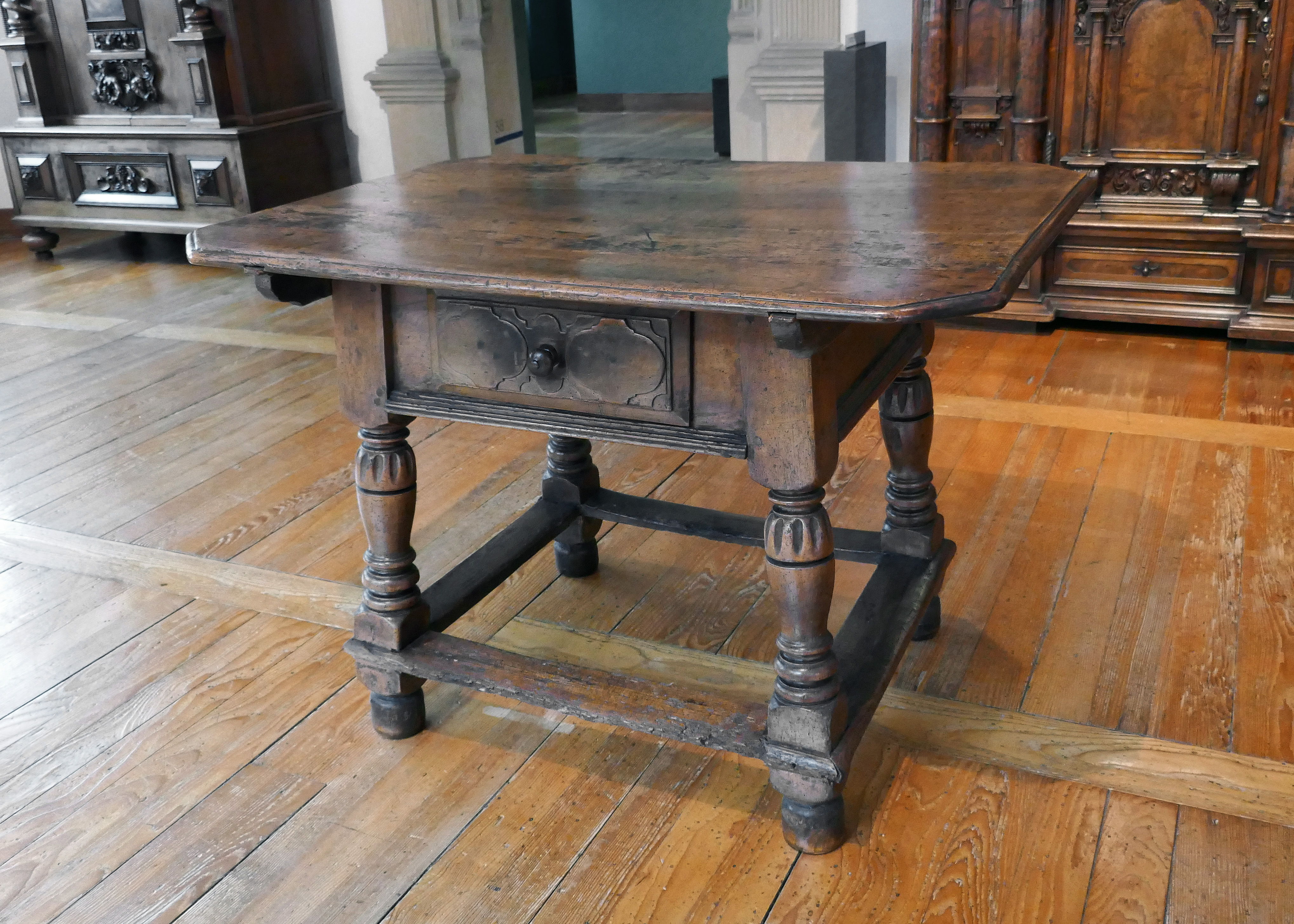
Table à pieds tournés.

Dans les inventaires après décès, les tables ne sont mentionnées que dans un ménage sur deux. Elles ont en effet pu être composées de planches posées sur des tréteaux ou encore fixées aux lambris et donc rabattables, ce qui, dans un cas comme dans l’autre, ne les a pas fait considérer comme des pièces individualisées. Au XVIIIe siècle toutefois existent des tables aux pieds tournés en balustre reliés par des entretoises sur lesquelles les convives peuvent poser les pieds, type qui devient plus fréquent au siècle suivant. Lorsque le style Louis XVI s'impose, les entretoises disparaissent et les pieds s'amincissent à la base. Le plateau en bois de noyer ou de fruitier reste toujours aisément amovible, n'étant maintenu en place que par quatre chevilles passant à travers deux coulisses fixées sous le plateau. Souvent, un tiroir est aménagé dans la ceinture, peut-être pour y déposer la miche de pain entamée. La taille relativement réduite des tables dites paysannes montre que tous les occupants de la ferme ne prenaient pas leurs repas en même temps ou à la même table, voire dans le même lieu.

#### Sièges

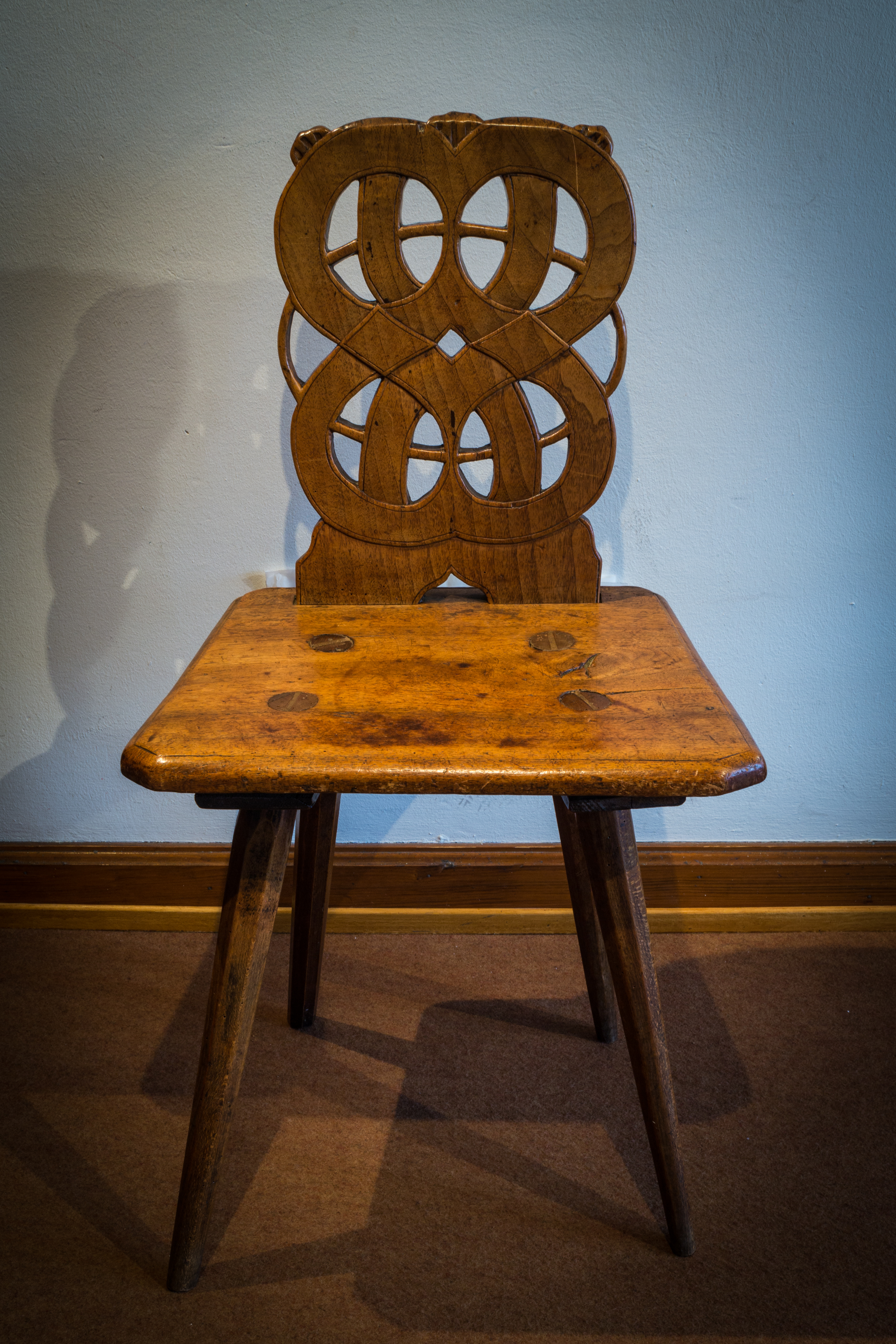
Chaise de mariage.

Les sièges pouvant recevoir le plus de personnes sont les bancs, généralement fixés contre les murs extérieurs de la Stube. L'assise en est composée de simples planches de sapin maintenues à intervalles réguliers par de petites planches transversales formant pieds. Dans la Stube, les bancs sont complétés par des chaises à quatre pieds divergents, au dossier sculpté et muni d'une ouverture de préhension. Elles sont le plus souvent conformes au type connu sous l'appellation de « chaise alsacienne », qui existe cependant dans toute l'Europe centrale. Souvent offertes en cadeaux de mariage, ces chaises sont très faciles à démonter lorsqu’il s'agit de changer un pied abîmé. On les trouve le plus souvent autour des deux côtés accessibles de la table, où elles peuvent être proposées au visiteur. Au quotidien, elles sont occupées surtout par les femmes de la maison qui vont se lever durant le repas pour chercher les plats, sans déranger les hommes assis sur les bancs.
Les chaises paillées sont bien plus nombreuses à être mentionnées dans les inventaires après décès que les chaises dites « alsaciennes » avec leur assise en bois. Elles sont en effet moins chères et se sont sans doute bien moins bien conservées.
Les fauteuils, à dos droits, existent dans de nombreux intérieurs ; leur assise est très majoritairement paillée.

### Petit mobilier

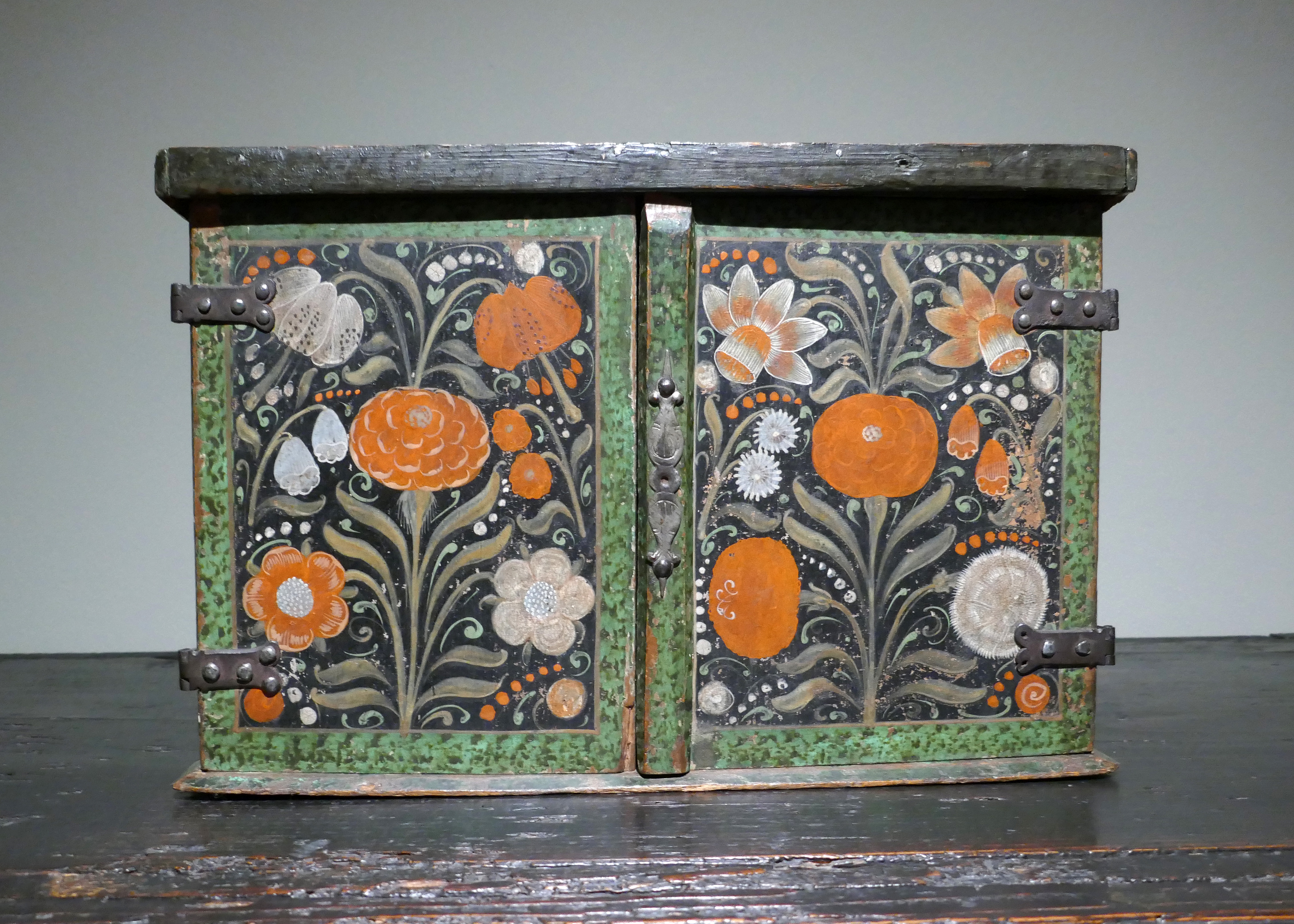
Coffret de courtoisie.

Parmi le mobilier oublié dans les descriptions des inventaires notariaux figurent les coffrets. Ce ne sont pas des meubles familiaux, mais des contenants éminemment individuels. Dès le XVIe siècle, la plupart d'entre aux sont des « coffrets de courtoisie » (Minnekästchen), cadeaux de fiançailles ou de mariage. Ces pièces sont pour la plupart fabriquées en hêtre et peintes à l'extérieur. Les formes en sont diverses et varient de la simple boîte quadrangulaire à couvercle rabattable aux coffrets présentant en réduction les formes et décors des grands coffres, souvent même munis d'une petite layette à l'intérieur..
Une autre forme est celle du cabinet, dont la taille est très variable, constitué d'une série de tiroirs, dont l'un est souvent « à secret » et dissimule un ou plusieurs autres tiroirs cachés.
Des sujets « courtois » y sont peints et très souvent les côtés sont ornés de mains serrées surmontées d'un cœur. Un modèle particulièrement élaboré est le coffret décoré avec du bismuth (Wismutmalerei), orné de surfaces d'aspect argenté — aujourd'hui oxydées donc peu visibles —, qui sont peintes avec une base de ce produit chimique. Ces petits meubles ont été rapportés à la fin XVIe siècle depuis deux lieux de cure situés à Bad Wildbad en Forêt-Noire ou à Baden, en Suisse, où ils ont été acquis par l'élite qui allait y prendre les eaux. Au cours du XVIIIe siècle, des coffrets de courtoisie d'un type très particulier ont été créés dans la vallée de Munster (Haut-Rhin). Les planchettes qui les composent sont assemblées selon une technique archaïque où les tenons sont extérieurs à la caisse et fixés par des chevilles. Le décor de ces petits meubles est composé essentiellement de motifs tracés au compas, excisés dans le bois et emplis de couleur rouge ou verte.

### Supports utilitaires
Il existe encore une autre catégorie d'objets utilitaires en bois, que l'on ne qualifie généralement ni de meubles, ni d' ustensiles. Ce ne sont pas des contenants, mais des supports pour d'autres objets de l'intérieur domestique. Ces aménagements légers sont pourtant fréquemment représentés dans les gravures de la fin du XVe siècle et ont traversé les siècles pour se retrouver dans les maisons rurales du début du XXe siècle.
Il s'agit des barres de bois agencées en carré à trois côtés forment un dispositif de séchage encadrant l’espace de chaleur situé au-dessus du poêle. On peut y suspendre du petit linge ou d'autres produits à garder au sec, tels les écheveaux de chanvre, la lessive étant pour sa part mise à sécher sous le préau de la cour. Bien plus nombreuses qu'on ne le pense sont les étroites tablettes de sapin fixées au-dessus des portes ou en haut des murs, qui accueillent souvent des livres, sans doute aussi d'autres ustensiles.
Il n'est quasiment jamais question non plus du petit banc (Wasserbänkel) placé à côté de l'évier de la cuisine. Utilisable sur deux niveaux, il sert de support aux pots à eau en terre cuite qui ont servi à transporter l'eau du puits ou de la fontaine jusqu'à la cuisine. Il en est de même des petits tabourets, très présents dans la Stube, où ils ont de multiples usages, entre autres celui de marchepied pour monter dans le lit.

### La répartition des meubles

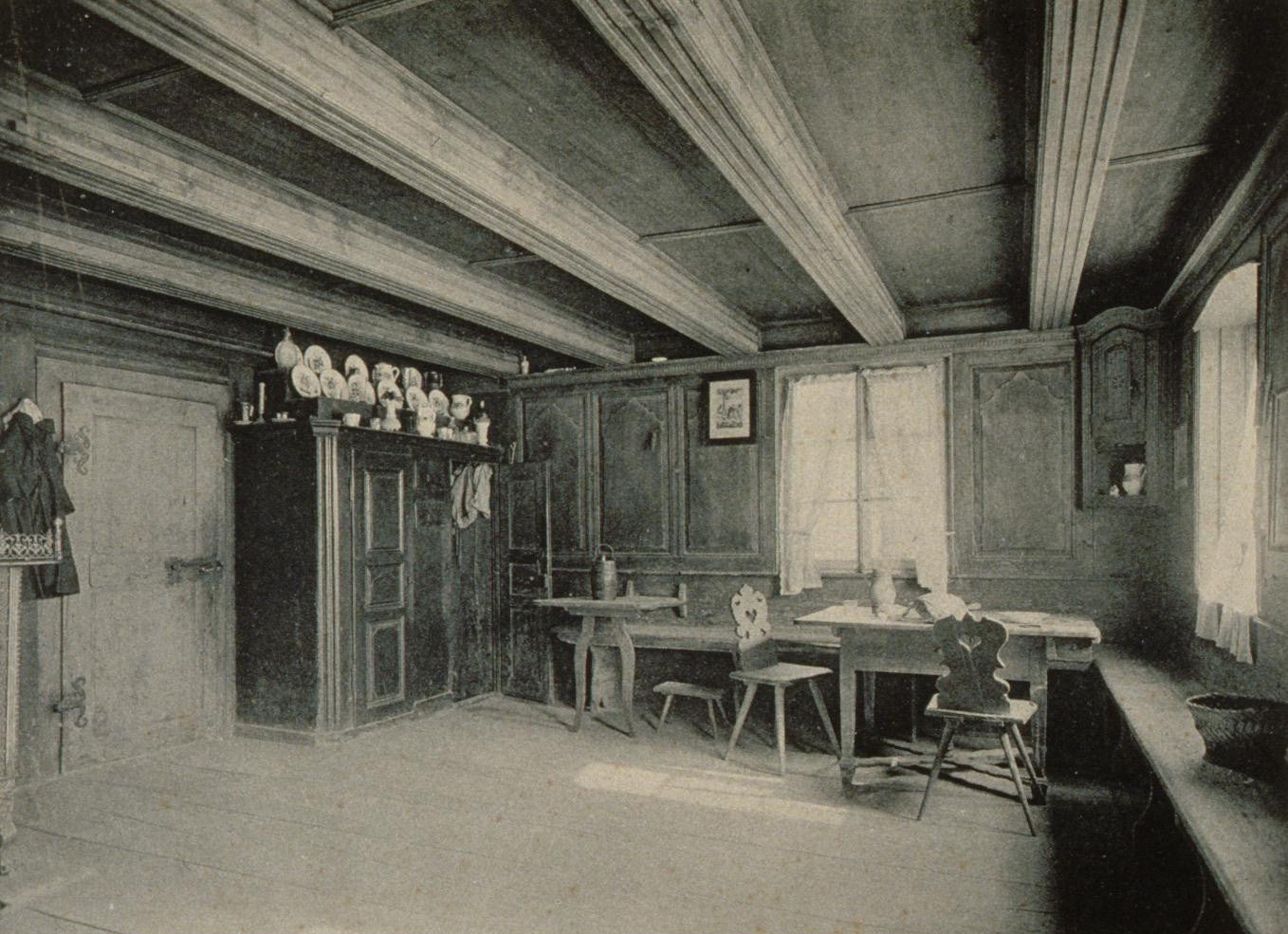
Stube d'une maison de Winzenheim.

Malgré les localisations données par certains documents, il est difficile de déterminer la répartition du mobilier dans les intérieurs. Elle est en effet souvent très imprécise, tout autant que la détermination des types de meubles sur les listes établies par les notaires après un décès. Elle est cependant liée à l'utilisation du meuble : tables, sièges et buffets se trouvent généralement dans la Stube, ainsi qu'une partie des lits ; une autre est placée à l'étage, de même que les coffres, parfois même relégués en soupente. Après un appauvrissement général des formes et des décors, le mobilier traditionnel alsacien n'est plus fabriqué après 1860. Et c'est après la Seconde Guerre mondiale qu'il est éliminé des maisons rurales au profit d'une production industrielle où le bois n'est plus utilisé.

### Où voir des meubles alsaciens?
De nombreux meubles sont visibles dans les musées de Strasbourg, en particulier au musée de l'Œuvre Notre-Dame (mobilier jusqu'au XVIIe siècle), au musée des arts décoratifs de Strasbourg (mobilier XVIIIe siècle et Empire) et au musée alsacien (mobilier rural). Le musée de la Folie Marco à Barr présente des ensembles de plusieurs époques, le parc de la maison alsacienne à Reichstett conserve de nombreux meubles ruraux anciens. Ou bien au Musée du Pays de Hanau, de Bouxwiller qui se situe a 40 min de Strasbourg